# 전주시의 역사
전주시(全州市)는 대한민국 전북특별자치도의 중앙부에 위치한 시이자 전북특별자치도청 소재지이다. 시의 대부분은 완주군에 둘러싸여 있으며, 서쪽으로 김제시, 서북쪽으로 익산시와 접한다. 시청 소재지는 완산구 서노송동이다. 행정 구역은 2구(완산구, 덕진구) 33행정동이다.
전주(全州)의 옛 지명은 삼국사기 기록에 의하면 백제시대에는 완산(完山)이라 하였는데 마한국명으로는 원지국(圓池國)에 이른다. 전주라는 지명 사용은 서기 757년 신라가 삼국을 통일한 경덕왕(景德王) 16년부터이다.

## 선사시대

### 구석기 시대

#### 송천동 구석기유적
전주 송천동 와룡리 전주천변의 독립된 낮은 구릉에 위치한다.
전주에서는 최초로 확인된 구석기시대 유적이다. 채집한 석기들은 68점이며, 세부적으로 보면, 몸돌 7점, 격지(剝片) 28점, 긁개(搔器) 22점, 밀개(搔器) 6점, 톱니석기 3점, 첨두기(尖頭器) 1점, 송곳 1점이 춭토되었다. 이중에 몸돌은 전형적인 르발르와기법(Levallois)이 구사된 것으로 보인다.
시기는 후기구석기시대의 마지막 단계에 해당한다.

#### 사근리유적
전주 송천동 1가 사근리 남사면 구릉 일부에 해당하며, 서쪽으로 전주천, 북동쪽으로 소양천이 감싸고 있다.
이곳의 암갈색찰흙층 하부와 적갈색찰흙층 상부에서 좀돌날, 돌날(石刃), 밀개(搔器), 격지 등의 330여점의 석기가 출토되었다. 이중에 완성된 석기는 10여점으로 비율이 매우 낮고, 격지가 85%로 가장 많다. 석재에 있어서는 유문암(流紋岩)이 98% 정도로 주류를 이루고 있다.
유물의 층위, 형식, 절대연대를 종합하여 본다면 20,000년 이후의 후기구석기시대의 것으로 보이고 있다.

#### 봉곡 구석기유적
전주 서부신시가지 조사의 일환으로 발굴이 진행되어 후기 구석기시대 유물층이 확인되었고, 430여점의 석기가 출토되었다. 석재의 구성은 석영(石英)계와 유문암계가 반반의 비율을 보이고 있으며, 출토된 석기는 격지, 부스러기가 84% 정도를 차지하고 있어, 석기제작소의 가능성이 있다. 동시에 슴베찌르개, 긁개, 밀개 등의 잔손질용 도구와 찍개, 여러면석기와 같은 대형석기가 확인되고 있다. 후기구석기의 대표적인 슴베찌르개는 35,000년을 넘기지 않을 것으로 추정되었다.

#### 장동유적
전주 장동일대에 추진중인 유통단지 사업의 일환으로 조사되었으며, 신석기시대부터 고려시대에 이르기까지 유구가 확인되었다. 신석기 시대의 수혈유구(竪穴遺構)는 3기가 조사되었으며, 형태는 방형과 장타원형이다. 내부에서는 빗살무늬토기가 출토되었으며, 3호 수혈유구(竪穴遺構)에서는 능형집선문이 시문된 빗살무늬토기와 석부(石斧)가 출토되었다.

### 신석기 시대

#### 장동유적
전주 장동일대에 추진중인 유통단지 사업의 일환으로 조사되었으며, 신석기시대부터 고려시대에 이르기까지 유구가 확인되었다. 신석기 시대의 수혈유구(竪穴遺構)는 3기가 조사되었으며, 형태는 방형과 장타원형이다. 내부에서는 빗살무늬토기가 출토되었으며, 3호 수혈유구(竪穴遺構)에서는 능형집선문이 시문된 빗살무늬토기와 석부가 출토되었다.

### 청동기 시대

#### 송천동유적
전주 송천동 전주천변의 해발 20~25cm정도의 완만한 구릉을 이루고 있으며, 북쪽으로는 송천동 농수산물 시장이 자리하고 있다.
전북대학교 구역의 B지구에서 청동기시대 주거지 1기, 원삼국시대 주거지 51기, 고상건물지 1기, 수혈유구(竪穴遺構) 9기, 구상유구 4기, 토기요지 1기, 토광묘(土壙墓)
청동기시대 주거지는 방형이며, 바닥에 타원형 구덩이가 있는 송국리형 주거지이다. 주거지 내부에서 무문토기, 마제석검편, 석기편 등이 출토되었다. 본 유적에서 지척에 위치한 송천동 2가에서 발견된 청동기시대 주거지와 관련이 있어 보인다.

#### 송천동2가유적
해발30m내외의 구릉에 위치하며, 청동기시대의 주거지 16기, 수혈유구(竪穴遺構) 4기, 석개토광묘 1기가 조사되었다.
청동기시대의 주거지는 송국리형 주거지로, 평면형태는 방형계 3기와 원형계 10기 정도로 구분된다. 주공은 4주식이며, 타원형 구덩이가 있는 송국리형 주거지이다. 방형의 주거지는 인근의 송천동유적에서도 1기가 조사된바 있다. 7호주거지는 최소한 2번에 걸쳐 사용된 개축형 주거지이며, 면적은 그대로 유지하면서 타원형 구덩이만 교체된 상태이다. 주거지는 6호와 7호의 대형주거지를 제외하고 평균 면적이 10m~20m2정도이다. 출토된 유물은 구연호, 발형토기, 옹형토기, 홍도, 두형토기편 등이 있다. 석기류는 석부(石斧), 석촉, 석도, 석착, 석검, 어망추(漁網錘) 등이 있다.
주거지의 연대는 기원전 8~5세기로 청동기시대 중기단계에 해당된다.

#### 평화동유적
전주 평화동유적은 구이~전주간 도로확장으로 인하여 조사되었으며, 동원웨딩탕운 남쪽에 위치한 해발 약50~60여m정도의 능선에 해당한다. 서쪽으로 이어지는 이 능선에는 청동기시대의 유물이 수습되고 있는 지역이다. 주거지 2기, 수혈유구(竪穴遺構) 26기, 고분(古墳)5기, 구상유구 2기, 토기가마 1기 등이 조사되었다.
청동기시대의 원형주거지 1기와 원삼국시대 주거지 1기가 조사되었다. 청동기시대의 주거지는 전형적인 송국리형 주거지이며, 유물은 홍도, 무문토기, 석부(石斧), 석기 등이 출토되었다. 수혈유구(竪穴遺構)는 26기가 조사되었는데, 구릉의 정상부와 능선상에 집중한다. 형태는 원형, 타원형, 장방형이며, 130여점의 유물은 발형토(鉢形土器), 장란형토기가 주류를 이룬다. 수혈유구(竪穴遺構)에서는 통로시설로 판단되는 구상이 확인되었으며, 중심연대는 3~4세기대인 것으로 추정된다.

#### 대정유적
전주 평화동아파트 신축으로 인하여 조사되었으며, 낮은 구릉지역에 위치하고 있다. 이 유적은 평화동 유적과 연결되는 지접으로 청동기 시대 주거지 1기, 원삼국시대 주거지 1기, 수혈유구(竪穴遺構) 42기, 삼국시대 고분(古墳) 6기 등이 조사되었다.
청동기시대 주거지는 내부에 타원형 구덩이가 있는 송국리형이며, 연대는3세기초반~4세기 중반으로 보여진다. 다만, 훼손이 심하다. 수혈유구(竪穴遺構)는 방형계와 원형계로 구분된다. 내부에서는 목탄, 재, 점토덩어리, 토기 등이 다량 출토되었다.

#### 중인동유적
전주 중인동 완산생활체육공원 조성사업의 일환으로 조사되었으며, 이 지역은 모악산에서 북쪽으로 뻗어내린 해발 70m 내외의 낮은 구릉지역에 위치한다. 이곳에서는 청동기시대 주거지 5기, 초기철기시대 토광묘 9기, 원삼국시대 주거지 9기, 통일신라시대 석곽묘 2기가 조사되었다. 청동기시대 주거지는 송국리형이며, 출토된 유물은 무문토기, 홍도 등이다. 토광묘(土壙墓)는 전주 중화산동 토광묘(土壙墓)와 유사한 양상을 보이며, 시기는 기원전 3세기 중엽으로 편년(編年)된다.

#### 효자동4유적
전주대학교 제2캠퍼스앞에 위치하며, 조사는 Ⅰ지구와 Ⅱ·Ⅲ지구로 나누어진다. Ⅰ지구는 해발 50m내외의 구릉이며, 능선을 따라 유구가 분포되어 있다.
유구는 청동기시대 주거지19기, 석관묘 2기, 옹관묘 1기, 적석목관묘 1기, 수혈유구(竪穴遺構) 14기, 구상유구 1기, 백제 석실분 4기 등이 조사되었다. 청동기시대 주거지는 원형 18기, 장방형 1기가 조사되었다. 장방형주거지는 바닥을 불다짐 처리를 하였으며, 벽구가 있다. 원형주거지는 중앙에 타원형 구덩이가 있고 4주식의 송국리형 주거지이다. 유물은 무문토기편, 지석, 갈돌, 석촉, 삼각형 석도, 방추차 등이 출토되었다. 수혈유구(竪穴遺構)는 대부분 타원형이며, 일부 방형도 확인된다. 내부에서는 무문토기편과 소토, 목탄 등이 출토되고 있으며, 토기가마로 사용되었을 가능성이 있다. 구상유구는 경사면을 따라 형성되어 있으며, 내부에서는 무문토기, 적색마연토기, 석촉, 방추차편이 출토되었다.
Ⅱ·Ⅲ지구는 Ⅰ지구에서 북동쪽으로 연접된 구릉지역이다. 유구는 청동기시대 주거지 5기, 석관묘 2기, 수혈유구(竪穴遺構) 3기, 구상유구 2기 등이 확인되었다. 구릉 정상부에서는 적석목관묘가 조사되었으며, 표토 정리과정에서 동검, 동경(銅鏡), 관옥(管玉) 등이 함께 출토된 경우는 전북지역에서 아직까지 조사된 바 없어 전북지방 청동기연구에 있어 중요한 자료로 평가된다.

#### 장동유적
전주 장동일대에 추진중인 유통단지 사업의 일환으로 조사되었으며, 신석기시대부터 고려시대에 이르기까지 유구가 확인되었다. 청동기시대 주거지는 6기가 출토되었다. 형태는 방형 내지는 장방형이며, 내부에서는 무문토기, 석부(石斧), 석도, 어망추(漁網錘) 등이 출토되었다.

#### 완주 이서 반교리유적
완준 이서면 반교리에서 1994년과 1995 2차례에 걸쳐 학술조사가 이루어졌다. 그 결과 청동기시대 주거지 5기가 확인되어 그 중 2기가 조사되었고, 석개토광묘 5기, 석관묘 1기, 토광묘(土壙墓)1기, 원삼국시대 주거지 1기 등이 조사되었다. 원형주거지는 전형적인 송국리형 주거지로 무문토기가 주류를 이루고 있다. 석기는 삼각형 석도와 유경식(有莖式) 석촉, 석부, 방추차, 지석들이 출토되었다. 청동기시대 분묘는 구릉의 가장 높은 곳에 위치하면서 주거지와는 일정한 거리를 유지하고 있다. 분묘는 토광을 2단으로 파고 돌로써 뚜껑을 덮은 석개토광묘이다. 반교리의 청동기시대 유적들은 분묘가 주거지에 비해 약간 시기가 떨어지지만 모두 청동기시대 중기의 송국리형 단계에 속하는 것으로 추정된다.

## 원삼국 시대

#### 송천동유적
전주 송천동 전추천변의 해발 20~25cm정도의 완만한 구릉을 이루고 있으며, 북쪽으로는 송천동 농수산물 시장이 자리하고 있다.
전주대학교 구역의 A지구에서 원삼국시대 주거지 15기, 수혈유구(竪穴遺構) 14기, 구상유구 1기, 토기공방 1기, 토기요지(土器窯址) 1기, 토광 5기가 조사되었으며, 전북대학교 구역의 B지구에서는 청동기시대 주거지 1기, 원삼국시대 주거지 51기, 고상건물지 1기, 수혈유구(竪穴遺構) 9기, 구상유구 4기, 토기요지(土器窯址) 1기, 토광묘(土壙墓) 6기가 조사되었다.
원삼국시대 주거지는 A지구에서 15기, B지구에서 51기가 조사되었다. A지구는 구릉 정상부와 북사면에 거의 중복없이 분포하고 있으며, 일반적으로 장방형 혹은 방형의 형태에 벽구, 배수시설, 노지(爐趾) 등이 확인되었다. 출토된 유물은 연질토기가 주류를 이루며, 경질토기, 옹형토기(甕形土器), 조형토기, 석촉, 방추차, 갈판 등이 출토되고 있다. 특히 4호주거지에서는 조형토기가 출토되었고, 9호주거지에서는 15개 체분이 넘는 각종토기가 동벽 전체에 열지어 있는 양상이 확인되었다.
9호와 14호 주거지에서는 대형 옹형토기(甕形土器)가 출토되어 옹관이 아닌 곡물 저장용으로 사용되었던 것으로 보인다. 또한 8-1호, 11호 12호주거지 내에서는 탄화미(炭化米), 콩류의 곡물이 출토되어 당시의 식생활의 양상을 파악할 수 있다. B지구는 소형에서 대형에 이르는 다수의 주거지는 구릉의 정상부에서 심한 중복이 이루어졌으며, 구릉의 말단부로 갈수록 밀집도와 중복이 떨어진다. 대부분의 주거지에서는 벽구, 배수구, 노지(爐趾)시설이 설치되어 있다. 특히 본 유적에서는 주거지의 중앙부나 중앙부에서 약간 치우친 곳에서 타원형의 칸막이 시설이 있는 주거지가 다수 발견되는데, 주거지의 공간구획과 관련하여 중요한 유구로 판단된다. B지구에서 조사된 토기가마는 주거지가 밀집분포하는 곳에서 거리상으로 약간 떨어진 곳에 위치한다. 토기가마는 당시 사회의 토기생산과 사용을 시사해주는 중요한 유구이다. 또한 A지구에서는 드물게 토기공방이 조사되어 주거지내에서 발견된 토기의 수급처가 확인되었다.
이 유적의 거주연대는 2세기 중반~5세기 정도이며, 마한의 취락이 완전하게 조사된 중요한 유적으로 평가되고 있다. 송천동 유적은 주거의 형태, 규모, 배치, 유물출토의 양상 등에서 취락의 성격을 파악 할 수 있으며, 이 지역 원삼국 시대의 생활과 문화를 규명하는데 중요한 학술적 자료로 판단된다. 본 유적은 중요성이 감안되어 유적의 일부가 공원화되었다.

#### 서곡유적
전주 서곡지구 택지개발 사업의 일환으로 개발지역에 대한 지표조사 과정에서 확인되었다. 유적은 지표상에서 무문토기와 원삼국토기가 수습되었으나 발굴조사 결과 이와 관련되는 유구는 확인되지 않았다. 그러나 삼국시대의 석곽묘 1기가 파괴된 상태로 확인, 조사 되었다. 조사된 석곽묘는 횡구식으로 추정되며, 백제 석실분이 등장하기 이전 단계로 추정되고 있다. 고분의 구조와 출토유물로 미루어 5세기 경에 축조된 것으로 보인다.

#### 마전 유적
마전 Ⅱ구역은 황방산이 남동쪽으로 흘러내린 마전마을의 서쪽 구릉에 위치한다. 유구는 원삼국시대의 구상유구 4기, 수혈유구(竪穴遺構) 4기, 삼국시대 주거지 1기, 석실묘 2기등이 출토되었다. 구상유구는 구릉의 남사면에 위치하며, 내부에서는 점토대토기, 고배, 방추차, 석촉(石斧), 석부, 석도, 주조철부(鐵斧) 등이 출토되었다. 수혈유구(竪穴遺構)에서는 무문토기와 석기가 출토되었다. 주거지는 일부 파괴되었으며, 방형내지는 장방형의 규모이다. 주공과 벽구시설이 있으며, 유물은 연질, 경질토기편, 시루편, 거치문토기 등이 출토되었다. 석실묘는 장방형이며, 입구와 배수시설을 갖춘 횡혈식 석실묘이다. 1호석실에서는 금동이식과 철제유물이 수습되었으며, 2호는 거의 원형의 모습으로 조사되었다.
마전 Ⅲ구역은 Ⅱ구역에서 남동쪽으로 이어지는 구릉상에 위치한다. 유구는 청동기~원삼국시대의 석곽묘 3기, 석개토광묘 1기, 구상유구 2기, 삼국시대 주거지 2기, 수혈유구 1기, 통일신라시대 석곽묘 1기 등이 조사되었다. 구상유구에서는 무문토기, 두형토기(豆形土器)편, 석제품 등이 출토되었다. 주거지의 형태는 방형, 장방형을 이루며, 주공과 부뚜막, 벽구, 출입시설을 갖춘 것이다. 내부에서는 발형토기(鉢形土器), 장란형토기, 파수편, 방추차 등이 출토되었다.

#### 평화동유적
전주 평화동유적은 구이~전주간 도로확장으로 인하여 조사되었으며, 동원웨딩타운 남쪽에 위치한 해발 약50~60여m정도의 능선에 해당한다. 발굴조사 결과 주거지 2기, 수혈유구 26기, 고분5기, 구상유구 2기, 토기가마 1기 등이 조사되었다.
청동기시대의 원형주거지 1기와 원삼국시대 주거지 1기가 조사되었다. 원삼국시대의 방형주거지의 내부시설로는 장타원형구덩이와 주공이 발견되며, 불에 타 소실된 것으로 보인다. 내부에서는 연질, 경질토기류, 파수부편, 방추차, 석기류가 출토되었다. 수혈유구(竪穴遺構)는 26기가 조사되었는데, 구릉의 정상부와 능선상에 집중한다. 형태는 원형, 타원형, 장방형이며, 130여점의 유물은 발형토기, 장란형토기가 주류를 이룬다. 수혈유구(竪穴遺構)에서는 통로시설 판단되는 구상이 확인되었으며, 중심연대는 3~4세기대인 것으로 추정된다.

#### 중인동유적
전주 중인동 완산생활체육공원 조성사업의 일환으로 조사되었으며, 이 지역은 모악산에서 북쪽으로 뻗어내린 해발 70m 내외의 낮은 구릉지역에 위치한다. 이곳에서는 청동기시대 주거지 5기, 초기철기시대 토광묘(土壙墓) 9기, 원삼국시대 주거지 9기, 통일신라시대 석곽묘 2기가 조사되었다.
초기철기시대 토광묘(土壙墓)는 3열로 배치되어 있으며, 목관(木棺)을 사용한 것으로 추정된다. 유물은 청동검, 원형 점토대토기, 흑도, 장경호 등이 출토되었다. 토광묘(土壙墓)는 전주 중화산동 토광묘(土壙墓)와 유사한 양상을 보이며, 시기는 기원전 3세기 중엽으로 편년된다. 원삼국시대 주거지는 방형을 이루고 있으며, 내부에서는 주공, 벽구 노지(爐趾) 등이 확인되었다. 유물은 호형토기, 장란형토기, 발형토기(鉢形土器), 옹형토기, 주구토기, 조형토기 등이 출토되었다.

#### 완주 봉동 용암리A유적
완주 봉동읍 용암리에 위치하며, 전주과학산업단지 조성사업의 일환으로 조사가 이루어졌다. 조사결과 주거지 3기가 확인되었다. 조사된 3기의 주거지 가운데 1호주거지는 고려말~조선초의 주거지로 확인되었고, 나머지의 2기는 원삼국~백제의 주거지이다. 2호주거지의 경우 동서 3m, 남북 3m 정도의 말각방형이다. 바닥은 전면에 점토를 발라 다졌으며, 내부에서 주공으로 추정되는 수혈 3기가 확인되었다. 주거지 동북모서리에서 불씨저장실로 추정되는 유구가 있었는데, 할석(割石)을 세워 벽을 만들고 그 위에 판석을 얹었다. 시대는 원삼국시대의 유구로 추정된다.

#### 완주 용진 상운리유적
완주 용진면에 위치하며, 익산~장계간 고속도로 건설사업의 일환으로 발굴조사가 이루어졌다. 조사결과 확인된 유구는 가-1지구에서 총 8기의 분구와 매장주체부(토광묘 43기, 옹관묘 17기)가 조사되었고, 그 외 청동기 시대 주거지 1기와 지석묘 1기, 석관묘 1기, 삼국시대 와관묘 1기, 고려시대 힁구식 석곽묘 1기가 조사되었다. 가-2지구에서는 4기의 분구가 확인되었고 그 중 1호 분구묘(墳丘墓)에서 매장주체부(토광묘(土壙墓)6기, 옹관묘 수기)가 확인되고 있다. 그 외 수혈유구(竪穴遺構) 5기 및 굴립주(掘立柱) 건물지의 주공으로 추정되는 수혈이 총 45기가 있으며, 구릉의 복사면과 동남사면에서 청동기시대 및 원삼국시대 주거지군이 존재하고 있다. 나 지구에서는 분구가 확인되는 분구묘(墳丘墓)가 11기 확인되었고, 주위로 주구가 형성되어 있었는데 확인 결과 토광묘(土壙墓) 42기, 옹관묘 14기가 있었고, 그 외 청동기시대 주거지 4기, 석곽묘 5기가 확인되었다.
마한의 분구묘(墳丘墓)는 충청, 전라도에서 일반적으로 발견되고 있으며, 상운리 분구묘(墳丘墓)는 최대규모에 해당한다. 출토된 유물은 토기류가 99점, 환두대도(環頭大刀) 및 대도 15점, 철정 11점, 철부 23점에 이르며, 옥류는 1,640여점에 달한다. 상운리 분구묘(墳丘墓)는 존속기간이 길고 유구의 규모와 형태, 출토유뮬에서 사회적 위계관계를 보여주고 있어 향후 분구묘(墳丘墓)의 변천과정과 위계관계를 분석할 수 있는 자료이다. 시기는 4세기중반~5세기말까지로 추정되며, 이는 4세기 중.후반경 전북지역의 마한세력이 백제에 병합된 후에도 마한세력이 지속되었음을 보여주는 자료로 향후 마한과 백제의 관계를 파악할 수 있는 자료이다.

#### 완주 이서 반교리유적
완준 이서면 반교리에서 1994년과 1995 2차례에 걸쳐 학술조사가 이루어졌다. 그 결과 청동기시대 주거지 5기가 확인되어 그 중 2기가 조사되었고, 석개토광묘 5기, 석관묘 1기, 토광묘(土壙墓)1기, 원삼국시대 주거지 1기 등이 조사되었다
원삼국시대의 주거지는 290x270cm의 방형이며, 6개의 주공이 있다. 내부에서는 시루, 발, 단경호, 직구옹, 주구토기 등이 출토되었다. 유적의 편년은 순천 대곡리, 낙수리, 보성 죽산리, 군산 여방리 등과 비교할 수 있으며, 1~4세기대로 추정된다.

## 삼한시대 - 마한시대, 전주
고고학적 성과로 전주 · 완주지역에 원삼국시대 유적이 대규모로 확인되었다. 이를 통해서 전주지역에 마한세력이 존재했음을 파악할 수 있다.
다만 현재 전주 일대로 비정되고 있는 마한 54개국의 소국 명칭은 발견되지 않고 있다. 따라서 몇 가지 추론설만 있을 뿐이다.

### 원지국(爰池國)설
이 설은 『삼국사기』 「백제본기」에 온조왕 9년(27년)에 백제가 마한의 잔존세력인 원산성(圓山城) 함락시켰다는 기록을 바탕으로 제기되었다. 원산의 ‘圓’과 완산의 ‘完’, 전주의 ‘全’의 뜻이 모두 ‘온전하다’라는 의미를 가지고 있어 원산을 전주로 비정하였다. 그리고 원산의 ‘圓’과 마한 소국 중 하나인 원지국(爰池國)의 ‘爰’의 음이 유사하여 결과적으로 원지국이 전주지역에 위치한 마한 소국이 아닌가 하는 주장이다.

### 불사분야국(不斯濆邪國)설
마한 소국 중에 ‘신분활국(臣濆活國)’이 기록되어 있는데, 불사분야국의 ‘분야(濆邪)’도 ‘분활’을 잘못 기록한 것이 아닌가하고 추정하는 견해로부터 시작한다.
‘분활(濆活)’을 반절(反切)로 읽으면 ‘발(發)’로 표기되는데, 이는 ‘평야’·‘읍락’ 등의 뜻으로 흔히 나라 이름 끝에 붙이던 백제의 ‘부리(夫里)’, 신라의 ‘벌(伐)’·‘불(弗)’·‘불［火］’ 등과 같은 말이 된다. 따라서 ‘불사(不斯)’는 ‘비사(比斯)’에, ‘분활’은 ‘벌(伐)’에 각각 상응하는 것으로 보이기 때문에 불사분활국을 비사벌(比斯伐)라고 칭했던 전주로 비정한다는 주장이다.

### 건마국(乾馬國)영역설
전주지역에 마땅한 마한 소국 비정이 어렵기 때문에, 따로 소국이 존재하지 않았고 지리적으로 익산 금마지역과 인접해 있기 때문에 금마지역으로 비정되는 건마국(乾馬國)의 영향권에 있었을 것이다. 라는 주장이다.

## 삼국시대

### 백제의 전주 점령
전주가 백제에 점령당한 시점은 구체적으로 정확히 알 수가 없다. 『삼국사기』 「백제본기」를 살펴보면 온조왕 8년(26년)에 백제는 마한을 병합 시키고 이듬해에 마한 잔존세력인 원산(圓山)과 금현(錦峴)마저 백제에 항복하여 마침내 멸망하였다고 기록되어 있다. 그러나 같은 『삼국사기』 기록 내에서도 온조왕 이후 마한은 계속해서 등장하게 된다. 따라서 마한이 어느 시점에 백제에 완전히 흡수 되었는지는 불명확하다. 다만 고고학 측면에서는 전주 마전Ⅳ유적과 완주군 용진 상운리 유적을 통해 확인된 마한의 분구묘를 보아 4세기 중후반경에 마한문화가 백제에 병합된 후에도 전주지역에서 계속 지속되었음을 알 수 있다.

### 백제시대의 전주 유적

#### 평화동유적
전주 평화동유적은 구이~전주간 도로확장으로 인하여 조사되었으며, 동원웨딩타운 남쪽에 위치한 해발 약50~60여m정도의 능선에 해당한다. 발굴조사 결과 주거지 2기, 수혈유구 26기, 고분5기, 구상유구 2기, 토기가마 1기 등이 조사되었다.
고분은 5기가 조사되었다. 1호분은 장방형 형태의 횡혈식석실분이며, 벽석이 안으로 내경하여 축조된 방식이다. 축조방식과 유물로 보아 백제 후기로 판단된다. 2호분은 횡구식 석실묘이며, 내부에서 금동이식과 직구소호 등이 출토되었다. 시기는 6세기중반~7세기 중반으로 추정되며, 횡구식 석실은 현재 국립전주박물관에 이전 복원하여 전시되고 있다.

#### 완주 봉동 배매산유적
전주권 상수도사업의 일환으로 배수지가 들어서게 되면서 발굴조사 되었다. 조사결과, 주거지 3기, 건물지 29기, 원형수혈유구 30여기, 목책, 담수지 등 백제시대의 유구가 주류를 이룬다. 주거지는 암반층을 파내어 축조하였으며, 주거지의 평면 형태는 유실되어 정확하지 않으나 장방형으로 보인다.
가지구 1호주거지에는 노지로 추정되는 검게 탄 부분이 있으며, 주공은 내외부에 있으나 정형성이 없다. 나지구 주거지에서는 개배(蓋杯), 고배(高杯), 단경호(短頸壺), 삼족토기(三足土器)등 백제토기가 출토되었다. 건물지는 29기가 조사되었으며, 급한 경사면에 3단 내지는 4단이 연이어 자리하고 있다. 구조와 배치를 보면 단기간에 걸쳐 이용한 것으로 추정된다. 노지와 온돌시설이 있는 것과 그렇지 않은 것이 있다. 건물지는 산사면을 L자형으로 파내어 축조하였으며, 주공은 능선에 접하는 쪽에 배치되어 있다. 이러한 건물지는 방어시설로 파악되나, 의례용으로 추정되는 유물이 집중적으로 출토되고 있어 의례적인 기능도 있었을 것으로 보고 있다.

#### 완주 봉동 용암리A유적
완주 봉동읍 용암리에 위치하며, 전주과학산업단지 조성사업의 일환으로 조사가 이루어졌다. 조사결과 주거지 3기가 확인되었다. 조사된 3기의 주거지 가운데 1호주거지는 고려말~조선초의 주거지로 확인되었고, 나머지의 2기는 원삼국~백제의 주거지이다. 3호 거주지는 동서 6m, 남북 6m 내외이며, 남쪽이 넓은 사다리꼴의 형태이다. 출토된 유물로 미루어 백제의 주거지로 추정된다.

##### 그외 유적
그외의 백제시대 유적으로는 대정 · 덕진동 · 마전 · 평화동 구 · 만성동 · 안심 · 암멀 · 중동D · 중동 · 동고산성 유적 등이 있다. 유적에서 확인된 백제 무덤은 횡혈식 석실분과 석축묘, 횡구식 석곽묘가 확인되었다. 이러한 백제 무덤은 백제 후기인 6~7세기경에 축조된 것으로 보이며 5세기경까지는 여전히 전주지역에 마한식 분구묘가 계속 사용된 것으로 보인다.

### 신라 진흥왕의 완산주 설치
『삼국사기』 「신라본기」 진흥왕 14년조에 따르면 신라가 “비사벌(比斯伐)에 완산주(完山州)를 설치했다”고 기록되어 있다. ‘완산주’는 전주의 옛 지명이기 때문에 진흥왕 시절에 신라군이 전주지역까지 진출한 것으로 보인다. 그러나 『삼국사기』 「지리지」에 의하면 비사벌은 오늘날 경상남도 창녕으로 비정되어 있어 애초에 『삼국사기』의 전주=비사벌 기록이 잘못 되었다는 주장과 전주와 창녕이 비사벌이라는 명칭을 비슷하게 사용하여 김부식이 혼동했을 거라는 주장, 그리고 전주의 비사벌 명칭은 원래 창녕이었는데 6세기 중반경 신라에 의해 비화가야인 창녕이 점령되자, 그 유민들이 전주로 이주하여 창녕의 비사벌 명칭이 옮겨져 온 것으로 보는 주장이 있다. 전주가 과거에 비사벌이라고 불리었는지에 대해서는 명확하지 않다.
그러나 같은 『삼국사기』 「지리지」 전주에 대한 언급 기사에서 “전주는 본래 백제의 완산으로 진흥왕 16년에 주로 삼았고, 26년에는 주를호폐지하고 신문왕 5년에 다시 완산주를 두었다.”라는 기록이 있어 진흥왕 시절에 신라가 일시적으로 전주지역으로 진출 했을 가능성이 높다. 한편 삼국통일이후 삼국시대의 역사중심이 신라로 옮겨졌기 때문에 신라하대에 백제왕의 업적을 신라왕의 업적으로 고쳤을 가능성도 제기 되었다. 따라서 신라 진흥왕때 완산주 설치가 아닌 당시대 백제 위덕왕이 완산주를 설치했다는 주장도 있다.

### 보덕국사의 열반종 개조(開祖)
보덕(普德)은 고구려 말기 연개소문 정권의 도교진흥책에 대항하다가 불교의 쇠퇴를 개탄하고 보장왕 9년(650)에 고구려를 떠나 이후 백제로 남하 하였다. 이후 보덕은 완산주 고대산(오늘날 전주 고달산)에 거처를 자리 잡아 경복사(景福寺)를 창건하고 열반종(涅槃宗)을 개조(開祖)하였다. 보덕이 전주로 남하한 연대는 650년설과 667년설 두 가지가 있으며 보덕이 650년에 남하였다면 백제멸망전이고 667년에 남하였다면 백제멸망이후의 상황이 되기 때문에 현재도 논란거리가 되고 있다.
보덕이 전주 지역을 택한 이유는 백제가 성왕시절부터 열반종에 깊은 관심을 보였다는 점과 지역 특성상 미륵사와 금산사와 인접하고 있기 때문에 불교활동에 있어서 적합한 지역이라고 판단했을 가능성이 높다. 보덕은 원효와 의상 등에게도 열반종을 가르친 것으로도 유명하다. 보덕이후 제자들의 활동이 눈에 띄는데, 제자들은 전북지역 곳곳에 금동사, 진구사, 대승사, 대원사 등을 창건하여 왕성한 활동을 전개한 것으로 보인다.
한편 익산 금마지역의 안승의 보덕국이 세워지게 되면서 보덕의 존재는 고구려 유민들의 심리적 안정감을 줬을 가능성이 높다.

## 남북국시대(통일신라시대)

### 호남의 중심지로 떠오른 전주
백제 멸망이후 나당연합군에 맞서 백제부흥운동이 전개되었으나 백강전투에서 나당연합군에 패배하게 되고 부흥운동의 중심지인 주류성과 임존성 마저 함락되자 백제부흥세력은 와해되었다. 이후 고구려마저 멸망하자 나당대결구도가 펼쳐지자, 당나라는 잔존해있는 백제부흥세력을 지원하여 신라를 견제하였다. 신라는 이에 대항하여 안승의 고구려 부흥세력과 연대하여 고구려 유민을 백제지역으로 끌어들인다. 마침내 674년에 신라는 안승을 보덕국왕으로 책봉하여 익산 금마지역에 고구려 부흥운동의 거점을 형성시켰다. 이는 고구려 세력을 통해 백제지역을 제압하려는 신라의 이이제이 정책이었다. 이후 신문왕은 진골귀족을 제압하고 지방 통제를 강화 시키고 당과의 관계 개선을 추구하기 시작하면서 쓸모가 없어진 보덕국을 마침내 해체하기 시작한다. 이에 남아있는 보덕국세력은 신라에 완고하게 저항하였으며 신라군도 이들을 제압하는 과정에서 장수 두 명이 전사할 정도로 보덕국 제압과정은 치열했다. 결국 보덕국은 제압당했고 이후 금마지역은 더 이상 전북지역의 중심 역할을 수행하지 못하였다.

#### 완산주 설치
| “ | 신문왕 5년(685) 봄, 다시 완산주를 설치하고 용원을 총관으로 삼았다. …… 남원소경을 두고, 여러주와 군의 백성을 옮겨 살게 하였다. | ” |
|   | — 『삼국사기』 권8, 「신라본기」                                                                                              |   |

신문왕은 684년에 보덕국 반란을 진압시키고 지역 중심 역할을 담당했던 금마지역을 크게 축소시킨다. 이듬해인 685년 완산주와 남원소경을 설치하여 전주와 남원이 새롭게 이원화된 지역거점으로 발전하였다.

#### 완산정 설치
완산주가 설치된 이후로 완산주는 호남지역의 군사적 핵심요소로 변모하였다. 일단 완산주에 신라 6정의 ‘완산정’과 5주서의 ‘완산주서'가 설치되었다., 그리고 전국 각 9주마다 설치된 ‘만보당’이 존재했는데 완산주만 기록이 없는 것으로 보아 누락이 된 것으로 추정된다. 따라서 통일신라시대 전주지역에는 3개의 군부대가 주둔하고 있었다.

#### 완산주에서 전주로
| “ | 경덕왕 16년(757) …… 겨울12월, ……완산주를 전주로 고치고, 1주 1소경 10군 31현을 소속시켰다. | ” |
|   | — 『삼국사기』 「지리지」                                                                 |   |

신라 경덕왕 시기에는 전국의 행정체제 및 행정단위의 명칭을 한자식으로 고쳤는데, 경덕왕 16년인 757년에 완산주를 전주(全州)로 고치고 1주 1소경 10군 31현을 소속시켰다. 이때부터 전주라는 명칭이 새롭게 시작되었으며 오늘날까지 그대로 사용되고 있다.

## 후삼국 시대

### 후백제의 수도, 전주
신라 하대에 들어서면 신라사회는 큰 혼란기가 지속된다. 지배층은 잦은 왕권쟁탈전과 국정의 문란으로 국가 통제력이 급속히 약화되었으며 거기에 가뭄과 병충, 역질의 유행이 잦아져 백성들은 기근이 들었다. 그래서 백성들은 뿔뿔이 흩어지고 전국각지에 도적이 벌떼처럼 일어났다. 결국 지방에서는 정부의 명령에 복종하지 아니할 뿐만 아니라 오히려 정부에 대항하는 반란이 일어나게 되어 신라는 전면적인 내란상태로 고착화 된다.
한편 이 시기 견훤은 무진주(광주)에서 거병하였고 892년에 후백제를 자칭하여 주변으로의 확장을 꾀하였다. 그리고 900년에 견훤이 완산주에 이르자 주민이 환영하므로 견훤은 기뻐하여 후백제 왕을 자처하며 전주에 본격적인 후백제 역사를 전개하였다.
| “ | 우리 역사를 상고하니 마한이 먼저 일어난 뒤에 혁거세가 발흥하여 진한, 변한이 이에 따라 일어났으며, 이에 백제가 금마산에 건국하여 600년이 되었던바 총장 연간에 당나라 고종이 신라의 청에 따라 장군 소정방을 보내어 수군 13만을 거느리고 바다를 건너오니 신라의 김유신은 땅을 휘말아 황산을 지나 사비에 이르러 당나라 군사와 연합하여 백제를 쳐서 멸망시켰다. ‘이제 내가 어찌 완산에 도읍을 세워 의자왕의 분함을 풀지 아니하랴?’하고, 드디어 후백제 왕을 칭하였다. | ” |
|   | — 『삼국사기』 권50, 「열전」 견훤조 |   |

후백제는 초기 거점인 나주 지방의 세력들이 견훤의 지배력 강화에 대한 불만으로 세력에서 이탈하자, 자연 광주 등의 배후 지역까지 취약해지게 되었다. 이에 견훤을 초기 기반을 포기하고 전주를 새로운 세력 중심지로 삼았다.
견훤이 전주로 거점이동한 또 다른 이유는 영토의 확장이라는 적극적인 측면도 있었다. 견훤은 자신의 세력 중심지를 내륙의 교통·군사적 요충지인 전주로 옮김으로써 그 만큼 지배 영역을 확대할 수 있는 계기로 삼았던 것이다.
여기에 전주가 통일신라시대 군사적 거점지인 것도 간과 할 수 없다. 견훤은 전주 입성을 통해 신라의 군사적인 힘을 온존하게 이어받고자 하였다. 또한 그 전까지 견훤은 주로 지배 영역의 확보라는 측면에서민심의 흡수에 주력하여 이렇다 할 정치 체계를 갖추지 못하였는데 전주로 거점을 이전하면서 어느 정도 정치적 안정을 보자 본격적인 국가 체제의 면모를 갖추기 시작하였다.
즉 전주에 도읍을 정한 후(900년) 정식으로 ‘백제’라는 국호와 함께 ‘백제왕’을 칭하게 되었고, 정개(正開)‘라는 연호를 사용함으로써(901년) 국가 수립을 대외에 선포하였다.
이렇게 하여 급속도로 성장한 당시 후백제의 영역은 수도인 전주를 중심으로 북으로는 금강 이남 지역, 남으로는 영산강 상류 이북, 동으로는 낙동강 이서 지역에 걸쳐 있었다.
하지만 930년에 일어난 안동전투에서 고려군에 패한 이후부터 후백제는 세력이 크게 위축되었고, 934년에는 공주 이북의 30여 성이 함락당하여 국력이 급격히 쇠퇴해졌다.
이후 후백제는 내부 정세의 급변(견훤의 금산사 유폐 사건)으로 국가의 몰락을 재촉하여 결국 후백제를 탈출한 견훤이 왕건과 함께 군사 8만을 거늘고 아들 신검과 결전을 벌였다. 결국 대패한 후백제는 왕건에게 항복하였다. 그리고 36년간 후백제의 수도의 기능을 했던 전주의 역할도 마감하였다.

### 후백제의 궁성 위치
먼저 후백제 왕도 위치과 관련된 사료를 보면 다음과 같다.
| “ | 고토성 부의 북쪽 5리에 있다. 터가 남아 있는데 견훤이 쌓은 것이다. | ” |
|   | — 『신증동국여지승람』, 전주고적                                  |   |

| “ | 승암산 정상부의 성황사) 옛터는 북쪽을 향하고 있었는데, 옮기어 동쪽에 세웠다. 이곳이 바로 세상 사람들이 말하는 견훤의 옛 궁터이다. | ” |
|   | — 「전주 성황사 중건기」 |   |

이들 사료에 의하면 견훤 왕궁터는 전주 구도심의 노송동 일대와 승암산 정상부 두 군데로 나뉘어 존재한 것으로 나타난다. 한편 1940년에 간행된 『전주부사』에서는 ‘고성지(古城址)’에 관한 언급에서 당시 전주역(현재 전주시청) 동쪽 고산(高山) 가는 길과 현재의 전주고등학교 뒤 노송동 연결도로의 구릉지대에 후백제 왕 견훤이 쌓았다고 전해지는 토성지가 존재하며, 성황사 고재 산곡의 성지가 왕궁에 가장 인접한 산성이라고 하였다. 따라서 전주에는 평지도성과 산성이라는 두 공간이 상정된다. 특히 ‘全州城(전주성)’이 새겨진 연꽃무늬와 봉황, 무사문양 막새가 승암산의 동고산성에서 발굴되어 견훤의 왕궁위치가 동고산성이라는 주장이 제기되었다.
한편 당시대 존재했던 철원의 궁예도성과 비교했을 때 후백제 도성 유적은 현재 전주 구도심 전체를 포괄하며, 평지성과 왕궁 및 배후 산성으로 연결된 대규모 공간이 존재하였을 것으로 추정되고 있다. 또한 경기전과 전라감영터에 동고산성에서 발견된 명문기와와 똑같은 것이 발견됨에 따라, 후백제 왕궁 역시 통일신라의 행정치소를 중심으로 건립되었던 것으로 보인다.
한편, 전주에는 현존하는 지명 가운데 기린봉, 용머리고개, 거북바위, 봉황암 등 동물 관련 명칭이 나타나고 있다. 이는 도시의 사방을 수호하는 신령한 동물인 기린, 봉황, 거북, 용을 차용한 것으로 보인다.
한 동고사, 남고사, 서고사 및 진북사 등 도시를 지켜주는 사방수호사찰인 사고사찰(四固寺刹)이 전해지고 있다. 전주에 남아 있는 사방을 수호하는 도교적 신성동물 수호 관념과 불교에서 도성을 지켜주는 사방의 사고사찰 관념은 결국 후백제시기 견훤이 전주를 후삼국 통일의 수도로 삼았음을 짐작할 수 있다.

## 고려시대

### 후백제 유민정책과 훈요십조
후백제 도읍이었던 전주는 고려 태조 19(936) 후삼국 통일로 고려의 영토로 편입되었다. 신검의 항복을 받은 태조 왕건은 백제의 도성인 전주에 들어와 주민을 위로하고, 재능에 따라 인재를 등용하였으며, 엄격한 군령을 내려 백성의 재물을 범하지 못하게 함으로써 주현이 편안해졌다고 한다. 그러나 실상 왕건은 전주에 안남도호부(安南都護府)를 설치하고 무력으로 후백제 지역을 지배하였다. 또한 훈요십조를 통하여 후대 왕들에게 차현 이남 공주강 밖의 인물 등용을 삼가라는 유훈을 내려준 것을 보면 후백제 지역을 차별하고 경계하였던 것으로 보인다.
태조의 훈요십조에 대하여 후대의 조작이라는 주장도 있지만 현종 2년(1011)에 거란의 2차 침입으로 현종이 피난길을 나주로 향할 때 삼례부근에 도착하자 신하인 박섬이 “전주는 백제의 옛땅으로 태조도 미워했던 곳”이라며 전주로 들어가는 것을 만류하였다. 또한 무인집권기 시절 이규보가 전주에서 가혹한 정사를 보았다는 지적에 대하여 전주는 백제의 옛땅으로 성질이 사납기 때문에 그리했다고 변명한 것을 보면, 태조 이래 고려 지배층의 후백제 지역에 대한 경계의식이 크게 작용하고 있었던 것을 알 수 있다.

### 전주 행정구역의 변화
태조 23년(940)년에 전국의 주·부·군·현의 명칭을 개정하였는데, 이때 안남도호부를 고부로 옮기고 전주를 다시 설치하였다. 이로써 후백제의 도성이었던 전주는 고려왕조의 지방 군현의 하나로 정비되었다. 그러나 고려 초에는 아직 지방관이 파견되지 못하고, 실질적인 지방 통치는 향호에게 위임되어 이루어졌다. 비록 중앙으로부터 금유와 조장 등의 관리가 파견되어 조세를 수취하기는 하였지만, 실제는 거점 지역에 설치된 도호부를 중심으로 한 군사적 통제가 이루어졌다.
이러한 지방통치 구조는 성종 2년 최승로의 건의를 받아들여 전국에 12목을 설치하고 목사를 파견하여 인근 지역의 주현을 관할하여 다스리도록 함으로써 중앙집권적 지배체제로 바뀌게 되었다. 이에 따라 전주목사가 오늘날의 전라북도에 해당하는 지역을 관할하게 되었다.
그런데 성종10년(991) 전주목에 승화절도안무사가 설치되었다가 성종 14년에는 12목이 순의군절도사로 바뀌게 되었다. 이때 전국의 12목이 모두 절도사로 바뀌고, 도단련사 7명, 단련사 11면, 자사 15명 등 33명의 군사적 외관이 증치되었는데, 이는 거란의 1차 침입을 전후하여 전국의 지방통치 구조가 군사적 통치체제로 바뀌었음을 의미한다.
이와 함께 한국 역사상 처음으로 도제(道制)가 도입되어 10도가 설치되었는데, 전주를 중심으로 한 현 전북특별자치도 지역에 해당하는 주·현이 강남도, 나주를 중심으로 현 전라남도 지역의 주·현이 해양도에 속하게 되었다. 10도제는 당의 제도를 모방한 것으로 효과 없이 소멸되었다고 보는 견해가 있으나, 이는 고려 5도양계제로 연결되는 고려식 초기 행정적 지배체제의 의미로 보아야 할 것이다. 결국 성종 14년 지방제도의 정비 방향은 12절도사 중심의 군사적 지배체제와 10도 중심의 행정적 지배체제가 병립되었음을 의미한다.
그런데 목종 8년(1105)에 이르러 12절도사, 4도호부와 동서북계 방어진사, 현령, 진장만을 두고 그 나머지 관찰사, 도단련사, 단련사, 자사를 모두 혁파하였다. 그리고 현종 3년(1012)에는 12절도사마저 폐지하고 5도호, 75도안무사를 두었다. 이는 성종대로부터 현종 초년에 이르는 동안 거란과의 전쟁 상황에 따른 지방통치체제의 변동으로 보아야 할 것이다.
현종 9년(1018)에 이르러 대대적인 지방제도의 개편이 이루어지면서 75도안무사가 폐지되고, 전국에 4도호, 8목, 56지주군사, 28진장, 20현령이 설치되고, 그 아래 지방관이 파견되지 않은 속군현을 둠으로써 고려의 지방제도가 정비되었다. 이때 전주목사는 남원, 고부, 임피, 진례, 김제, 금구 등의 주부군현과 그에 속한 속군현까지를 관할하는 계수관으로서의 역할을 하게 되었다.
현종 9년 군현의 영속관계 정비와 함께 도제의 정비도 있었다. 성종 때 설치되었던 10도는 통폐합을 거쳐 5도로 정비되었다. 이때 강남도와 해양도를 합하여 새롭게 ‘전라도’로 칭했다.
이후 공민왕 4년(1355)에는 야사불화 감금 사건으로 전주가 부곡으로 강등되었으나 이듬해에 다시 완산부로 승격되었다.

### 현종의 피난과 전주
1009년(목종12년) 강조가 목종을 시해하고 현종을 왕위에 올리는 정변을 일으켰다. 이때 요나라(거란) 성종은 자국의 대외정복 사업을 과시하기 위해 강조의 정변을 구실로 현종 2년(1011) 11월에 직접 40만 대군을 이끌고 고려를 침입했다.(거란의 2차 침입)
이후 거란군은 강조가 이끄는 고려군을 격파하고 개경까지 진격하였다. 이시기에 현종은 거란군을 피해 나주로 피난길에 오르게 되었다. 현종이 오늘날 완주군 삼례에 도착했을 때 절도사 조용겸이 현종을 맞이 했으나 이때 박섬(朴暹)이 말하기를, “전주는 옛날의 백제인데, 태조께서도 싫어하던 곳이니, 청하건대 왕께서는 그곳에 가시지 마십시오.” 했다는 기록이 있다. 박섬이 왜 이러한 발언을 했는지 살펴보면 우선 현종이 창화현(양주)에서는 호족들이 현종을 공격하고 신하들이 도망치는 사태가 벌어진다. 이는 당시 현종이 강조의 정변으로 갑작스럽게 왕이 되어서 권력기반이 다져지지 않은 상태였고 거기다가 거란의 침입까지 발생하여 피난길에 오른 상태였으니 당시 현종은 외부의 적과 내부의 적을 동시에 상대해야만 했다.
따라서 전주지역은 과거 후백제의 중심지로써 태조이래로 차별을 받아왔고 거란의 침입으로 고려왕조가 위태로운 상황 속에서 자칫 고려 조정에 불만은 품은 옛 후백제 세력이 현종에게 반기를 들 수 있기 때문에 고려 중앙정부는 전주지역을 불신하고 기피했던 것으로 보인다.

### 전주 죽동의 난(전주 관노의 난)
1170년(의종 24년) 무신에 대한 차별로 일어난 무신정변을 계기로 100년간 무신집권기가 전개되었다. 이로 인해 기존의 문벌귀족 중심의 지배질서가 무너지면서 고려의 사회적 계층이 흔들리기 시작했다. 따라서 전국 각지에는 크고 작은 농민과 노비들의 반란이 일어나 고려후기 사회의 변동을 가속화시켰다.
이러한 상황 속에서 1182년(명종12년), 전주에서 기두(旗頭)와 죽동(竹同)이 난을 일으켰다. 당시 전주사록(全州司錄) 진대유(陳大有)는 백성들에게 가혹한 형벌을 내려 전주 사람들이 고통 받고 있었다. 마침 조정에서 정용보승군(精勇保勝軍)을 보내어 관선(官船)을 건조하게 하였는데, 이 때 진대유가 상호장(上戶長) 이택민(李澤民)을 데리고 공사감독을 가혹하게 하였다. 진대유의 횡포에 더 이상 참을 수 없었던 기두, 죽동 등 6명이 불만을 품고 난을 일으켜 관노와 모든 부랑자를 불러 모아 진대유를 산중 절간으로 쫓아내고, 이택민 등 10명의 집에 불을 지르고, 판관 고효승(高孝升)을 위협하여 고을 아전들의 교체를 요구하였다. 그리고 이들은 전주에 들어온 안찰사 박유보(朴惟甫)에게 진대유의 불법행위를 열거하며 호소하였다.
안찰사 박유보는 진대유를 서울로 압송하는 한편, 반란군에게 이해관계를 따져 타일렀으나 듣지 않자 도내 군사를 풀어서 그들을 토벌하게 하였다. 이렇게 되자 반란군은 전주 성문을 닫고 40여 일이나 완강히 저항하였다. 이를 진압하기 위해 합문지후(閤門祗侯) 배공숙(裵公淑)과 낭장 유영(劉永)등이 파견되었고, 배공숙 등이 전주성에 들어가서 일품군(一品軍) 대정에게 반란 주모자를 처치하도록 권유하다가 파면되고, 낭중 임룡비(任龍臂)와 낭장 김신영(金臣潁)등이 여당 30여 명을 수색하여 죽인 다음 성과 참호를 허물고 돌아감으로써 난을 완전히 진압하였다.

### 전주 군인의 난
1216년(고종 3년)에는 북방에서는 몽골의 발흥으로 인해 금나라가 멸망하고 거란족 잔당까지 공격하자, 북방에서 밀려온 거란족은 고려를 남침하여 개경을 위협받자, 고려정부는 남부지방의 주현군을 징발하게 하였는데, 이 때 전주의 군인들이 명령을 거부하고 집단으로 봉기하였다. 전라초군별감(全羅抄軍別監) 홍부(洪傅)는 중앙의 명령으로 전주의 군사를 출동시켰는데, 징발된 군인들이 5일 만에 다시 전주로 돌아와 주의 장리(長吏)를 죽이고 난을 일으켰다.
이 반란은 전주지방의 농민이 주현군으로 편성되어 거란 방어전에 출동하게 되자 이를 거부하고 평소 자신을 억압하던 장리를 살해한 것이다.
이후 이 사건이 어떻게 전개가 되었는지는 구체적으로 알 수 없다. 다만, 조정에서 장군 기윤위(奇允偉)로 하여금 본래 거느린 군대와 신기군(神騎軍)을 거느리고 충청도안찰사와 함께 출동하여 남적(南賊)을 토벌하게 하였다고 하는데, 이것이 전주 군인의 난을 진압한 것이다. 라고 추론할 뿐이다.

### 몽골의 침략과 전주
13세기 초 북방에서는 몽골족이 성장하여 금나라를 무너뜨리고 동아시아 강자로 부상하였다. 몽골은 거란족을 추격하여 고려의 강동성에 들어온 이후 고려와 첫 접촉을 갖게 되었는데, 이로부터 고려와 외교적 갈등을 빚게 되었다. 마침내 1231년(고종 18년)에 고려를 침략하여 개경을 위협하였다. 이에 최씨 무신정권이 강화를 요청하여 몽골군이 철수하였다. 몽골과 강화를 맺은 후 최우는 강화도로 천도하여 몽골과의 장기적 항쟁을 준비하였다. 이에 몽골은 고려의 항복과 육지로 나올 것을 고려가 이를 거부하자 이해 8월부터 제2차 공격을 해왔으며, 이후 최씨 정권이 붕괴될 때까지 30여년간 여섯 차례에 걸쳐 고려를 침략하였다.
전주를 비롯한 전라도 지역에도 수 차례에 걸쳐 몽골군이 쳐들어왔는데, 제3차 침입기인 고종 23년 10월 몽골군이 전주와 고부 경계까지 진군하였으며, 제5차 침입기인 1253년(고종 40년) 8월 말에는 몽골군의 척후 기병 300여 명이 전주성 남쪽 반석역에서 나타났다. 이때 별초지유(別抄指諭) 이주(李柱)가 군사를 이끌고 적군을 공격하여 군사 반 이상을 죽이고 말 20필을 가져왔다. 그리고 1254년(고종 41년)부터 시작된 제6차 침입기에 몽골군의 주력이 전라도 방면으로 침입하였는데, 이때 전주지역에도 몽골군이 침입하여 큰 피해를 입었을 것으로 보이나 구체적인 내용은 알 수 없다.

### 야사불화 감금사건
고려가 원간섭기에 들어서자 ‘권문세족’이라는 지배세력이 등장하였다. 이들은 원의 세력을 등에 업고 갖은 횡포를 자행하였다. 그런데 고려 사람으로 원나라에 들어가 순제(順帝)의 총애를 받은 야사불화(埜思不花)라는 인물이 있었다. 형인 서신계(徐臣桂)는 야사불화의 후광을 업고 밀직부사에 오르고, 다시 동지밀직사사를 거쳐 육재(六宰)에 이르러 동생 상호군(上護軍) 서응려(徐應呂)와 함께 횡포를 부림으로써 많은 사람들이 두려워하였다. 그러던 중에 야사불화가 공민왕 4년에 사신으로 고려를 방문하였다. 야사불화는 각지의 고을을 돌아다니며 갖은 횡포를 저지르고 수령을 모욕하는 행동을 하였다. 마침내 1355년(공민왕 4년) 2월 야사불화가 접반사 홍원철 등과 함께 전주에 이르러 전라도 안렴사 정지상(鄭之祥)을 모욕하고 폭행하는 사건이 벌어졌다. 이에 격분한 정시상은 야사불화와 홍원철 일행을 붙잡아서 가두고, 그가 찼던 금패를 빼앗아 서울로 달려가다가 공주에 이르러 야사불화의 동생 서응려를 붙잡아 철퇴로 때려 죽게 한 뒤 공민왕에게 가서 사실을 고하였다.
공민왕은 크게 놀라 즉시 정지상을 하옥시키고 전주목사 최영기(崔英起)와 관리를 잡아들여 빼앗았던 금패를 야사불화에게 돌려지는 한편, 전주목을 부곡으로 강등시켜 사건을 일단락 시켰다. 그러나 공민왕은 얼마 후 부원세력인 기철 등을 처단하고 정지상을 석방시켜 순군제강에 임명하였다가 곧 호부시랑(戶部侍郎) 어사중승(御史中丞)으로 승진시키고 다음해에 전주를 완산부로 승격시켰다. 이로써 전주는 공민왕 시절 반원자주정책의 대표적인 고을로 주목받게 되었다.

### 고려 말 왜구의 침입과 이성계
13세기 중반 고려는 내부적으로 정치적, 경제적, 사회적 모순이 극에 달하고 있었고, 대외적으로는 원·명교체기라는 국제정세 변동에 따라 여러 가지로 위기에 처해있었다. 특히 일본 열도에서 넘어오는 잦은 왜구의 침략은 고려의 상황을 더욱 어렵게 하였다.
본래 고종에서　충숙왕 대까지 100여 년동안 왜구의 침략 횟수는 약 10여차례 정도였으며, 침략 대상지도 주로 경상남도 남해안 지역에 한정되어 있었으므로 왜구의 출몰은 본래 고려정부의 큰 문제거리가 아니었다.
그러나 일본에서 가마쿠라 막부가 멸망하고 남북조시대가 전개되어 일본열도가 큰 혼란기에 빠져들자 충정왕 2년(1350)부터 왜구의 침략이 본격화되고, 그 규모도 커지기 시작하였다. 뿐만 아니라 시간이 경과하면서 이들의 침략 지역도 경상도는 물론 전라도와 충청도를 비롯하여 경기도 · 황해도 · 강원도 · 함경도 등 전국에 걸치고, 해안가뿐만 아니라 내륙 깊숙이까지 미쳤으며, 심지어는 개경 근처의 승천부와 강화, 교동, 예성강까지 자주 출몰하여 개경에 계엄령이 내려지기도 하였다.
왜구의 침략으로 인해 피해가 가장 극심했던 때는 우왕 대였다. 우왕 통치 14년간 총 378회의 왜구침입이 있었으며, 이러한 잦은 왜구의 등장으로 주·군이 황폐해지고, 심지어 천도론까지 나오게 되는 등 고려는 극심한 시련을 겪었다.
고려시대 전국에 걸쳐 약 529회 정도의 왜구의 침입이 있었고, 이중 전라도 지역에 78회 정도의 침입이 있었으며, 전주지역에도 약 네 차례의 왜구의 침입이 있었던 것으로 나타난다. 우왕 2년(1376) 9월 왜구가 고부 · 태산 · 흥덕 등지에 침입하여 관청을 불사르고, 인의 · 김제 · 장성 등의 고을에 침입하였다. 얼마 뒤 왜구가 전주를 함락시키기도 하였다. 이때 전주목사 유실(柳實)이 왜구와 싸우다가 패하였고, 왜구가 귀신사로 물러나 주둔하였는데 유실이 다시 이를 공격하여 물리쳤다. 이로 인하여 전라도원수 유영(柳濚)은 탄핵을 받아 삭탈관직 폐위서인이 되었으며, 전주목사 유실은 유배되었다. 그 후 우왕 4년(1378) 9월과 10월에 왜구가 다시 전주를 침략하였으며, 우왕 9년(1383) 8월에는 왜구가 거녕 · 장수 등지를 함락시키고 병력을 나누어 전주를 침략하려 하자 전주부원수 황보림(皇甫琳)이 이를 여현(礪峴)에서 격퇴하였다.
고려는 처음에 왜구의 침입에 대하여 대수롭지 않은 해적으로 취급하였나, 왜구가 빈발하고 그 규모가 커짐으로써 국가의 혼란을 초래하고 국정이 문란해짐에 따라 강경책으로 무력적 토벌을 단행하여 큰 성과를 거두기도 하였다.
특히 우왕 6년(1380) 최무선의 진포대첩에 이어 운봉의 황산대첩은 고려 말 왜구 토벌의 획기적 사건이 되었다. 왜구를 상대로 황산에서 대승을 거둔 이성계는 개경으로 돌아가는 개선길에 자신의 본향인 전주에 잠시 들렀는데 이때 오목대에서 종친들을 모아 잔치를 베풀면서 대풍가(大風歌)를 불렀다는 설화가 전해오고 있다.(그리고 이때 정몽주가 이성계의 대풍가를 듣고 고려왕조를 걱정하며 만경대에서 새겼다는 우국시(憂國詩)가 전해져 오고 있다.)

### 고려시대 전주 관향사족의 활동
고려시대에는 많은 지방 사족들이 중앙으로 진출하여 귀족으로 성장하였다. 전주는 고려 후기 대문호인 이규보가 “인물이 번성하고 이민이 세련되어 고국의 풍토가 있다.”고 지적한 것처럼 관향사족이 번성하였다. 고려 초에는 전주 지역 사족들의 중앙 진출이 활발하지 못했지만, 고려 왕조의 통치체제가 정비괴도 왕권이 안정된 고려 중기 이후에는 관향사족의 중앙 진출이 활발하게 이루어졌다.
조선시대 인문지리서인 『신증동국여지승람』 「인물」조에는 고려시대 전주의 인물로 최균, 최척경, 이준양, 최보순, 유광식, 유소, 최성지, 유방헌, 최득평, 최재, 최용갑, 이자을, 최칠석, 이문정 등 총 14명을 수록하고 있다. 이중에서 유방헌을 제외한 13명은 고려 중기 이후에 활동하였던 인물이다.
고려시대 전주지역 이(李), 최(崔). 유(柳), 박(朴), 전(全), 유(庾), 한(韓), 백(白) 등의 관향성씨가 있었다. 이 중에서 유(柳) · 최 · 이씨 가문은 활발한 활동을 보인 반면, 박 · 전 · 유(庾) · 한 · 백씨 등은 크게 두각을 나타내지 못하였다.
한편 전주의 재지사족의 하나인 전주 이씨의 한 계열이었던 이안사가 그 일족을 거느리고 전주를 떠나 삼척을 거쳐 의주(덕원)로 들어가 정착하여 몽골로부터 관직을 받으며 함흥 일대의 강력한 재지세력으로 성장하였다. 그 뒤 공민왕 5년 쌍성총관부 탈환을 계기로 이자춘이 내응하여 공을 세우고 고려에 돌아오게 되었다. 이후 이성계는 자신의 무예와 혁혁한 전공을 가지고 무장으로 성장하여 마침내 조선왕조를 개창함으로써 한국 최대의 성씨가 되었으며, 전주는 조선왕조 발상지로 풍패지향(豊沛之鄕)이 되었다.

### 이규보의 남행월일기와 전주
이규보는 신종 2년(1199) ~ 신종 3년(1200)까지 전주로 부임한 이야기를 그의 저서『동국이상국집』에 기록하였다. 특히 그는 『동국이상국집』 ｢남행월일기｣ 서문에서 아래와 같이 전주를 소개했다.
| “ | 전주 혹은 완산이라고 칭하는데 옛 백제국이며, 인물이 번창하고 가옥이 서로 즐비해 고국(古國)의 풍(風)이 있기 때문에 백성들이 수수하고 아전들은 모두 점잖은 선비와 같아 행동거지가 신중해 볼만하다. | ” |

위와 같이 「남행월일기」에서는 전주에 대해 긍정적인 기록을 쓴 반면, 다른 글(與某書記書)에서는 부정적 기록을 남기기도 하였다.
| “ | 무릇 고을을 다스리는 요점은 관대[寬]와 엄함[猛]을 알맞게 하는 데서 벗어나는 것이 아닙니다. 지난번에 제가 전주를 다스릴 적에 자못 가혹하다는 소문이 들릴 때가 많았는데, 도리어 이렇게 말씀드리니 진실로 내가 다스리던 대로의 상태가 아닙니다. 그러나 정사란 한 가지 법만으로 하는 것이 아니라, 반드시 먼저 백성의 성질을 본 다음에, 완급(緩急)을 참작해서 하는 것이니, 이보다 더 좋은 방법은 없는 것입니다. 전주는 옛날의 백제 땅으로, 그 성질이 아주 사나워 관대한 정사로는 다스릴 수 없기 때문에, 억지로 형벌을 쓰게 된 것이요, 본심으로 한 것이 아닙니다. 그러나 속을 모르는 사람들이 오히려 가혹하다는 이름을 붙였습니다. 만일 전주 같은 데가 아닌 지방에서 한결같이 엄하면, 백성이 부대끼어 떠나갈 것이요, 한결같이 관대하면 백성이 방자해져서 완만할 것입니다. 오직 그 판매함과 엄함을 섞어서 쓴 뒤에야, 신명(神明)같이 두려워하고 부모같이 사랑하게 될 것이니, 백성이 이러하고서 다스려지지 않는 법은 있지 않는 것입니다. | ” |

이규보는 전주의 산천에 대해서도 기록하였는데, “전주에서 중자산(中子山)이 가장 울창하니, 그 고을에서는 제일 큰 진산(鎭山)이다.”라고 하였고 “소위 완산(完山)이란 산은 나지막한 한 봉우리에 불과할 뿐인데, 한 고을이 이로써 부르게 된 것은 참으로 이상하다.”고 기록하였다. 이러한 기록을 바탕으로 조선시대『신증동국여지승람』에서 이규보가 말한 중자산을 건지산(乾止山)으로 해석하였지만, 오늘날로 볼 때는 동고산일 가능성이 높다.
또한 「남행월일기」에 따르면 고달산 경복사는 고을에서 일천걸음(一天步) 떨어진 곳에 있었다고 했다. 이 기록을 통해서 당시 고려후기 전주치소를 추정할 수 있는데, 전주치소의 위치는 고덕산 북쪽을 시작으로 완산칠봉을 거쳐 동고산성 사이에 있었던 것으로 보인다.
이외에도 이규보의 기록을 통해 당시대 전주목을 대표로 하여 당시 지역사회가 어떻게 돌아갔는지 엿볼 수 있다. 당시 이규보는 통판(판관)이 일을 게을리 하여 고스란히 업무가 가증되었는데, 이를 통해서 수령이 관할 고을을 감독하는 업무가 많았음을 알 수 있다. 따라서 고려후기 지역사회는 수령을 중심으로 행정질서가 돌아갔음을 알 수 있다.
수령은 업무 달성을 위해 다른 수령의 영역을 침범할 수도 있었는데, 이는 왕이나 중앙정부의 허락은 받은 이후에 가능했던 것으로 보인다. 이때 이규보가 전주목의 관할 고을을 순방한 것은 즉흥적인 경우가 아닌 계획된 일정에 의한 것이었다. 그렇다고 해서 전주목이 영군(領郡) 관할 지역의 일반 행정까지 도맡아 처리한 것은 아니었다. 전주목이 중앙정부의 요청에 의해 목재의 벌목과 운송, 조운(漕運)을 위한 창고의 관리를 담당한 것은 단순히 전주목만의 일이 아닌 여러 고을에 걸친 일이었다.
전주목이 관할 고을에 대한 형벌을 심리한 것은 군현에게만 형벌을 맡길 경우 억울한 일이 발생할 수 있기 때문에 수령으로써 일종의 재심권을 행사한 것이었다. 따라서 전주목은 수령으로서 관할 고을에 대한 지휘감독권을 지녔다. 다만 여러 고을에 걸친 업무 및 형벌과 관련된 업무를 제외하면 영군(領郡)은 대개 독자적인 자율권을 지녔다.
한편 이규보의 전주목 권역 유력(遊歷)기록은 이 권역의 불교사원에 대해서도 꽤 많은 정보를 제공해준다. 그의 기록과 다른 기록을 종합해 살펴본 결과 전주목 권역은 교종인 유가종과 화엄종이 강세를 보인 반면 선종은 미미했던 것으로 보인다.

## 조선시대

### 전라감영

#### 전라감영의 설치
| “ | (全羅道) ……本朝置按兼使 開營於全州府 世宗二十九年 改爲都觀察黜陟使……. | ” |
|   | — 『증보문헌비고』                                                    |   |

전라감영의 개설을 언급한 유일한 기록으로 그 내용은 조선왕조가 개창되면서 도에 안렴사(按廉使)를 파견하고 감영(監營)을 개설하였으며, 세종 29년(1447)에 이르러 안렴사를 도관찰출척사(都觀察黜陟使)로 바꾸었다는 것이다. 하지만, 『전라도 선생안』에 의하면 태종 1년에 전라도에 안렴사(按廉使)를 파견한 적이 있지만, 태종 2년에 도관찰출척사(都觀察黜陟使)를 파견한 이후로 안렴사(按廉使)를 파견한 일이 없었으니, 세종 29년에 도관찰출척사(都觀察黜陟使)로 바뀌었다는 내용은 사실과 맞지 않는다.
그럼에도 불구하고 위 기사가 가지는 의미는 전라감영의 개설 시기가 태종 2년 이후의 시기이며 그것이 늦어도 세종 29년 이전의 일이었다는 한 가지 사실만은 분명히 하고 있다는 점이라 할 수 있다.

#### 전라감영의 조직
| “ | 於審藥檢律都事中房 各給贖木四匹 於都事奴子 給三匹 於書吏二十四 馬頭六 各給租一石 皆前例也 | ” |
|   | — 류희춘(柳希春), 『미일일기초(眉岩日記草)』, 선조 4년(1571) 10월 15일                    |   |

위는 전라감사 유희춘(柳希春)이, 자신이 대사헌으로 전직되었음을 알고 서울로 떠나기에 앞서, 그간 자기를 도왔던 감영의 관리와 이서(吏胥)들에게 전례에 따라서 저지른 과오를 씻는다는 의미의 목면(木綿)과 벼를 지급했다는 내용이다. 여기서 우리는 전라감사의 보좌관에 심약(審藥)･검율(檢律)･도사(都事)와 중방(中房)이 있었으며, 서리(書吏) 24명과 마두(馬頭)6명이 있었음을 알 수 있다. 심약(審藥)･검율(檢律)･도사(都事)는 조선전기 모든 도에 파견되었던 관찰사의 보좌관이었으며, 서리(書吏)와 마두(馬頭)는 모두 영리(營吏)들이였다.
| “ | 軍官非裨將 而必欲稱之以中房 又何歟 | ” |
|   | — 『명종실록』                     |   |

군관은 비장이 아닌데도 꼭 중방이라고 부르려는 것은 어째서인가?
비장이 중방인데, 비장이 아닌 군관을 어째서 중방이라고 하느냐?
위의 기사는 조선전기 전라감찰사의 중방(中房)이 훗날 비장(裨將)으로 지칭하였음을 나타낸다.
조선전기 전라감영은 관찰사의 보좌관인 심약(審藥), 검율(檢律), 도사(都事)과 대솔군관 외에 영리(營吏) 30명으로 구성되어있다.
그러나 조선전기 전라감영의 조직구조는 시대의 변천과 함께 약간의 변화를 겪게 되어, 1789년경에 편찬된 『전라감영지(全羅監營誌)』관직(官職)조에는 대솔군관 7원(員), 사자군관(寫字軍官) 1원(員), 화사군관(畫師軍官) 1원(員) 등 총 9명의 군관(비장)과 영리(營吏) 30명, 계서(啓書) 6명, 마두(馬頭) 3명 등 총 39명의 영리, 149명의 인리(人吏)와 관찰사의 보좌관인 심약(審藥)･검율(檢律)･도사(都事)등이 감영을 구성하고 있었던 것으로 나타난다. 이들 감영 구성원들의 역할은 다음과 같다.
도사(都事)
여말 이래로 경력(經歷)과 함께 관찰사의 수령관(首領官)으로 통칭되던 관찰사의 수석보좌관으로서 종5품관이다. 세조11년(1465)에 경력이 혁파된 이후에도 도사는 19세기 말까지 계속적으로 파견되어 도내를 순찰하던 관찰사를 수행하면서, 불법을 범한 수령을 추국(推鞫)하고 관찰사와 함께 수령들의 근무성적을 평정하는 포폅등제(褒貶等第)를 정하였으며 관찰사 유고시에는 관찰사의 직임을 대행하기도 하였다 외태(外台)로서의 기능도 담당
그러나 18세기 말엽에 이르러 도사는 외대(外臺)로서의 기능을 상실하고 관찰사의 하급관리로 자리하게 된다.
중군(中軍)
임진왜란이 계속되던 선조 26년(1593)에 훈련도감이 설치되면서 훈련대장의 밑에 종2품의 중군을 두었던 것이 그 시초이며 그 뒤 점차 감영과 병영에도 중군직이 설치되어 갔다
감영의 중군은 일반적으로 순영중군(巡營中軍)으로 호칭되던 정3품 당상 무관으로서 관찰사의 군사업무를 보좌하고 관찰사의 직속부대인 순영속아병(巡營屬牙兵)을 총지휘하였다.
심약(審藥)
조선전기 이래 각 도의 감영에 상주하던 관찰사의 의료보좌관으로서 종9품관이다. 전의감･혜민서의 의원 중에서 선출했다.
이들의 일은 관찰사의 순력(巡歷)을 수행하며, 질병으로 신음하는 인민들을 치료하고 관찰사의 건강과 질환에 대해 상담하여 약을 조제하기도 했다. 또한 도내 관인(官人)들을 치료하는 데 필요한 약을 조달하였다.
검율(檢律)
조선전기 이래 감영에 파견되었던 관찰사의 법률 보좌관으로서 종9품관이다. 검율의 기능은 관찰사의 지시에 따라 범죄사건을 조율(照律)하고 그 처리방안을 자문하였다.
비장(裨將)
비장은 조선전기 이래로 변진(邊鎭)이나 변성(邊城)에 설치하였던 무관직으로서 대장(大將)･장수(將帥)･원수(元帥)･주장(主將)들을 보좌하는 부장직(副將職)이었지만 때로는 부장직을 지칭하는 보통명사로 사용되기도 하였다.
節度使虞侯 雖有將裨之分 同鎭防戍之任則同 其任雖同 而主將專制之責 尤重
위 글은 영의정 김근사(金謹思)와 좌의정 김안노(金安老)가 논의하여 중종에게 아뢴 내용인데, 절도사와 우후 사이에는 비록 장수와 비장이라는 구분은 있지만 그 진(鎭)을 방술(防戌)해야 할 책임은 같고 그 책임이 비록 같다하나 주장(主將)이 독자적으로 결정해야할 책임이 더욱 중하다는 내용이다. 위와 같이 절도사는 장수이고 우후는 비장이며 절도사는 주장이고 우후는 부장(副將)인 것이다. 다시 말하면 우후는 비장 곧 부장직이며 비장은 부장직을 지칭하던 보통명사임을 알 수 있다.
임진왜란을 계기로 군사와 행정을 분담하여 중군은 관찰사의 수하친병(手下親兵)인 순영속아병(巡營屬牙兵)의 총지휘관으로, 비장은 대솔군관 혹은 계청군관이라는 호칭으로서 관찰사의 행정업무를 보좌하는 사적 보좌관의 직임으로 분리되어갔던 것으로 보인다.
조선후기 비장들은 관찰사를 대신하여 다음과 같은 행정실무를 수행하였다.
1. 영리들이 작성한 곡부(穀簿)를 감사한다.
2. 관찰사를 대신하여 도내 농사들이 진행되어가는 형편(農形)을 살핀다.
3. 군･현에 저치되어 있는 유고곡(留庫穀)의 실수(實數)에 난잡함이 없나 조사한다.
4. 재해를 입은 지역의 이재민들을 위문한다.
5. 수령들의 현부(賢否)와 근만(勤慢)을 염탐한다.

비장에는 관찰사가 출행할 때 앞뒤에서 화살통을 메고 호위하던 전배비장(前陪裨將)･후배비장(後陪裨將)과 6방비장을 포함하여 대체로 8, 9명의 비장이 있었는데 대개 행정실무에 밝은 전관인(前官人)들을 관찰사가 국왕에게 아뢰고 차임하였다. 18세기 말엽의 전라도관찰사의 비장은 대솔군관 7명 사자군관 1명 화사군관 1명으로 총 9명이었다. 그러나 19세기 이후에는 6방비장 외에 보군비장(補軍裨將), 고마비장(雇馬裨將), 영고비장(營庫裨將), 선자비장(扇子裨將), 진율비장(賑恤裨將) 등 군관 대신 비장으로 호칭을 바꾸었을 뿐만 아니라 비장의 수도 늘어났다.
영리(營吏)
영리는 관찰사의 사무기구인 감영의 이서(吏胥)들을 말한다. 원래 영방(營房)의 6방과 색리(色吏)를 의미하였으나 승발(承發)･계서(啓書)･지인(知印, 通引)･마두(馬頭)까지도 포함되었던 것으로 보여진다. 영리는 6방 조직으로 구성되어 있었으며 내무직(內務職)과 외무직(外務職)으로 이중구조를 이루고 있었다.
영리들은 다음과 같은 일을 수행했다.
1. 번차(番次)에 따라서 매월 교대로 입번(入番)하여 도내를 순력하는 관찰사를 수행한다. 이와 함께 수령들의 직무에 관계되는 일을 염탐한다.
2. 관찰사를 도와 소장(訴狀)을 처리한다.
3. 관찰사가 국왕에게 보고하는 장계(狀啓)를 기초한다.
4. 관찰사가 처리하는 부첩(簿牒)· 곡부(穀簿)･보장(報狀)･소첩(訴牒)을 담당･처리한다.

#### 전라도 군현편제
| 8도(관찰사:종2품) | 부(부윤:종2품) | 대도호부 (대도호부사:정3품) | 목(목사:정3품)       | 도호부 (도호부사:종3품)   | 군(군수:종4품)                                              | 현(현령:종5품)                | 현(현감:종6품) |
| ----------------- | -------------- | --------------------------- | -------------------- | ------------------------- | ----------------------------------------------------------- | ----------------------------- | --- |
| 전라도            | 전주           |                             | 나주·제주·광주(光州) | 남원·장흥·순천(順天) 담양 | 보성·익산·고부·영암 영광·진도·낙안·순창 금산·진산·김제·여산 | 창평·용담·임피 만경·금구·능성 | 광양·용안·함열·부안·함평 강진·옥과·고산·태인·옥구 남평·흥덕·정읍·고창·무장 무안·구례·곡성·장성·진원 운봉·임실·장수·진안·무주 동복·화순·흥양·해남·대정 정의 |

#### 전라감영의 구조
전라감영은 전라도 56개 군현의 통치 행정업무를 총괄하던 곳으로 그 업무만큼이나 많은 청사(廳舍)와 부고(府庫)들이 갖추어져 있었다. 전라감영의 전체면적은 1만 2천평정도 되었다.
1. 선화당(宣化堂): 부성(府城) 내에 있으며 관찰사가 도정(道政)을 수행하던 곳.
2. 내아(內衙): 내사(內舍)라고도 하며 부녀자들이 거처하는 관청의 안채로서 선화당 북쪽에 위치.
3. 관풍각(觀風閣): 관찰사가 민정과 풍속을 살피던 누각으로 선화당 동쪽에 위치.
4. 응청당(凝淸堂): 내아에 속한 관사로 추정하며 선화당 북쪽에 위치.
5. 연신당(燕申堂): 관찰사가 휴식을 취하던 곳으로 선화당 북쪽에 위치.
6. 포정루(布政樓): 정령(政令)을 반포하는 누각으로 선화당 앞쪽에 위치.
7. 비장청(裨將廳): 비장들이 집무하던 곳으로 관풍각 앞쪽에 위치.
8. 진상청(進上廳): 색리(色吏)들이 집무하던 곳.
9. 영리청(營吏廳): 영리들의 관청.
10. 작청(作廳): 인리(人吏)들이 집무하는 곳.
11. 소성청(小星廳): 관기(官妓)들의 처소로 추정.
12. 사령청(使令廳): 감영의 심부름꾼인 사령들의 처소.
13. 영노청(營奴廳): 감영의 노복들의 처소.
14. 현도관(玄都館): 도사(都事)가 거처하던 곳으로 선화당 북쪽에 위치.
15. 심약당(審藥堂): 심약이 집무하는 곳.
16. 검률당(檢律堂): 검율이 집무하는 곳.
17. 주필당(籌筆堂): 순영중군이 직무를 수행하던 곳으로 선화당 남쪽에 위치.
18. 재가군관청(在家軍官廳): 순영속아병의 재가군관들의 집무처.
19. 별군관청(别軍官廳): 순영속아병의 별군관들이 군무에 종사하는 곳.
20. 교동청教錬廳): 군대를 교련하는 교련군관들의 집무처.
21. 훈동청(訓錬廳): 훈련군관들의 집무처.
22. 병방군관청(兵房軍官廳): 병방군관들의 집무처.
23. 도이청(都吏廳): 영리들 중 제일 우두머리 서열에 있는 아전(이방)의 집무처.
24. 인청(印廳): 지인청(知印廳)[30]의 약칭(略稱)으로 추정.
25. 영군청(營軍廳): 관찰사의 아병(牙兵)인 중군 휘하의 병사에 관한 일을 관장하던 곳.
26. 군뢰청(軍牢廳): 군대 내에서 죄인을 다루는 병졸인 군뢰들이 집무하는 곳.
27. 순련수청(巡令手廳): 대장의 명령을 전달하고 호위하며 영기(令旗)를 드는 기수들이 거처하는 곳.
28. 계서청(啓書廳): 임금에게 상주(上奏)하는 글을 쓰는 계서영리들의 집무처.
29. 선자청(扇子廳): 감영소속의 선자장(扇子匠)들이 일을 하던 청사.
30. 의국청(醫局廳): 의약에 관한 일을 맡아보던 곳.

#### 전라감사와 지방통치
전라관찰사는 종2품으로 국왕의 지시와 명령을 받아서 행정적으로는 56개 군현의 수령들을 지휘･감독하며 지방통치행정을 수행하고 군사적으로는 전라도 56수령 외에 5영장(營將)과 각 진포(鎭浦)의 첨사(僉使), 만호(萬戶) 25명을 지휘하며 제주를 제외한 53명의 수령과 도사(都事), 6찰방(察訪), 조경묘(朝慶廟)의 령(令), 별검(别檢), 경기전의 령(令)･참봉(參奉), 위봉산성(威鳳山城)·남고산성의 소모별장(召募別將), 심약, 검율, 순영중군 이하 53명의 순영소속 아병장관(牙兵將官)들의 근무성적을 평가하여 국왕에게 보고하였던 전라도 민정･군정상의 최고 책임자였으며 다음과 같은 지방통치기능을 가졌다.
외헌(外憲)기능
외헌이란 외방(外方)의 헌부(사헌부)라는 표현으로서 관찰사가 행사하던 외관에 대한 규찰 탄핵기능 때문에 붙여진 별명이다.
관찰사는 고려시기의 안렴사(按廉使)의 순행･염찰기능을 승계한 방백(方伯)으로서, 선초 이래 도내의 군현을 수시로 순력하며 외관들의 불법과 비위를 규찰하고 탄핵하는 권한을 보유하고 있었다. 관찰사에게 규찰･탄핵권을 부여한 것은, 외관(外官)들의 현부(賢否)와 능부(能否)를 구별하여 어질고 능력이 있는 이는 올려 쓰고, 비리와 부정을 저지르고 무능한 이는 출척(黜陟) 하려는 데에 목적이 있었던 것이며 이를 위해 직계론탄권(直啓論彈權)을 부여하였던 것이다. 실제로 관찰사는 외관(外官)들의 비위를 규찰하여 그 죄상을 국왕에게 보고하고 있으며 죄상이 중한 경우는 먼저 파직하고 이를 보고하기도 하였다. 그러나 관찰사의 외관(外官)에 대한 규찰기능은 일반적으로 외관(外官)들의 근무성적을 평가하여 등급을 정하는 포폄등제(褒貶等第)의 형태로 행사되었다.
『경국대전』에 의하면 외관의 포폄은 매년 6월 15일과 12월15일에 관찰사가 외관(外官)들의 포폄을 등제하여 국왕에게 보고하였으며 이 포폄등제(褒貶等第)는 국왕이 열람한 후에 이조로 내려 보내면 이조의 고공사(考功司)에서는 이를 기록해 두었다가 고과(考課)에 참고하였다. 관찰사의 포폄등제(褒貶等第)가 바로 외관(外官)들의 고과자료가 되었고 고과에 의해서 외관들의 가계(加階)와 승징(陞職) 및 파직이 행해졌다.
전라관찰사가 포폄등제(褒貶等第)할 대상은 도내 56군현 중 제주 3읍 수령을 제외한 53명의 수령과 도사(都事), 6찰방(察訪), 조경묘(朝慶廟)의 령(令), 별검(别檢), 경기전의 령(令)･참봉(參奉), 위봉산성(威鳳山城)·남고산성의 소모별장(召募別將), 심약, 검률, 순영 소속의 아병장관 53명이었다. 매년 6월 6일, 12월 6일경, 관찰사는 이들의 근무성적을 상･중･하로 평정(評定)하여 제주목사가 전라관찰사에게 보고한 제주 3읍 수령과 수군만호, 산마감목관(山馬監牧官) 심약, 검률의 포폄등제와 함께 국왕에게 아뢰었다.
방백(方伯)기능
방백기능이란 한 도의 행정장관으로서의 통치행정기능을 의미한다. 관찰사는 도의 장관으로서 행정, 사법, 군사 등 지방통치행정상의 일체의 권한과 책임을 지고 있었다. 그것은 행정, 사법, 군사권의 직능적 분화가 불완전하고, 관찰사에 의해서만 수령들이 지배 통제되도록 지방통치조직이 편성되었으며, 중앙통치조직과 지방통치조직의 유일한 행정통로가 관찰사였던 조선왕조의 사회적 특성에 말미암은 것이었다.

#### 전라감영과 문화창달

##### 완영책판
완영책판은 원래 전라감영에서 서적을 간행할 때 사용하였던 것으로 전라감영 내에 보존․관리되고 있었으나 1899년 당시 전라관찰사이었던 조한국의 명으로 전라감영 내에 분산되어 있던 책판을 모아 전주향교에 보존하게 되었다. 1920년대에 책고를 지어 관리해 오다가 1987년 전주시에서 장판각을 건립하고 목재로 서가를 만들어 오늘에 이르고 있다. 장판각에 소장된 완영책판은 총 5,059개에 9,830면이 서각되어 있으며, 서각되지 않은 면수는 288면이다. 이들 목판의 책판 종류는 자치통감강목(1,775개), 동의보감(151개), 주자대전(1,471개), 율곡전서(491개), 성리대전(576개), 증수무원록언해(53개), 사기(484개), 사략(56개), 호남삼강록(1개), 주서백선(1개) 등 19종이다. 원래는 1987년에 지어진 전주향교내의 장판각 건물에 목재의 서가를 설치하여 보존하고 있었으나 현재는 전북대박물관 수장고에 보존․관리되고 있다. 재질은 자작나무과에 속하는 목재로 구성되어 있는데 대체로 가로 40-70cm, 세로 20-30cm, 두께 2-5cm 이내의 판목으로 양면에 서각되어 있으며, 마구리의 경우 92.2%가 결락되어 있다.

##### 선자청
조선시대에는 전주감영에 선자청(扇子廳)을 두어 진공용 부채를 생산, 관리하였다. 특히 토산품으로 생산되는 합죽선(全州─)을 만들어 진상했다.
합죽선은 수예품으로 전수되어오고 있는데 40개로 된 부챗살을 만드는 골선방, 합죽한 부채에 인두로 무늬를 새겨 넣는 낙죽방, 때를 빼내고 빛이 나게 하는 광방, 선지에 산수나 화조를 그려넣는 그림방, 부채에 선지를 바르는 도배방, 부채의 목을 묶는 사북방 등의 작업을 거쳐 만들어진다.
단오 때 진상되었던 전주의 태극선(太極扇)은 대나무와 태극무늬의 비단헝겊, 사북장식 등을 재료로 사용하며 일곱가지 공정을 거친다.
대나무를 일정한 굵기로 쪼개어 납작하게 만드는 절죽작업, 선지 위에 풀을 칠한 뒤 살을 알맞게 배열하는 살놓기, 살 위에 풀칠을 한 뒤 선지와 살을 밀착시키기, 태극선 문양을 선면에 붙이기, 선면을 부채의 형태대로 재단하는 과정 등을 거쳐 태극선이 완성되는데 합죽선과 태극선은 전주의 상징적인 대명사이다.

#### 전라감영 복원
구 도청사 이전 계기로 동편부지(본관동, 의회동)에는 관찰사가 집무를 보던 선화당을 중심으로 내아(內衙), 관풍각(觀風閣), 연신당(燕申堂), 비장청(裨將廳)을 복원하기로 했으며 현재 진행 중이다.

### 전주부성
1734년(영조 10) 전라감사 조현명(趙顯命)의 주도 아래 축조되었다. 이 성곽은, 1728년(영조 4) 이인좌(李麟佐)를 비롯한 소론ㆍ남인계세력이 영조와 노론 세력을 타도하기 위하여 일으켰던 무신란(戊申亂)이 지난 뒤, 남부 지방 여러 곳에 새로 세워진 성곽들 가운데 하나였다.
전주는 호남과 영남의 도회처(湖嶺都會)이며, 호서로 들어서는 길목인 까닭에 유사시에 반드시 지켜야 할 요지였다. 그러나 당시 전주부성은 마치 위급할 때에 버릴 곳처럼 허물어진 성곽으로 방치되어 있었다. 조현명은 여러 사람과 논의하지 않고 단호히 개축의 계획을 세웠다고 했다. 전라감사로 부임한 이듬해(1734) 1월에 옛 성을 철거하는 것으로 축성역을 시작하였다.
1734년(영조 10) 새로운 전주부성은 둘레 2,618보, 치성(雉城 )11개소의 규모로 조성되었다. 이렇게 지어진 전주부성은 평지읍성이었다.
전라감사 조현명이 주도한 전주부성 축성역은 상세한 성역(城役)문서를 남겼다는 점에서도 특징적 면모를 보인다. 조현명이 저술한 ｢명견루기(明見樓記)｣가 대표적이다.

#### 전주부성의 철거
일제가 양곡 수송을 위해 전군가도(전주~군산 도로)를 1907년 개설하면서 성곽 서반부를 헐기 시작했다. 1911년 말에는 성곽 동반부가 남문을 제외하고 철거돼 전주부성의 자취가 사라졌다.

#### 전주부성의 구조
북문 (공북문): 현재 문화광장 동쪽 북문오거리 자리.
서문 (패서문): 옛 다가동파출소 (현재 완산경찰서 경목회) 건물 앞 삼거리.
남문 (풍남문): 철거되지 않고 남아 있다.
동문 (완동문): 동문길 등용문직업전문학교 앞 사거리.
북측 성벽: 서측 방향은 영화의 거리이며 옛 KT&G 전주지점 건물 뒷편에서 꺾인다. 동측 방향은 문화광장에서 가톨릭 센터 방향으로 향하는 소로이며, 가톨릭 센터 앞에서 전통문화전당 방향으로 꺾인다.
서측 성벽: 구 KT&G 전주지점 건물 서측으로 지나는 전주객사2길-충경로에 부속된 소로로 이어지다 서문 근처에서 잠시 끊어진다. 서남쪽 부분은 전라감영2길-풍남문2길을 통해 풍남문으로 이어진다.
남측 성벽: 풍남문2길-풍남문-태조로이며, 중앙초등학교와 경기전 사이의 사거리에서 동측 성벽과 연결된다.
동측 성벽: 충경로 남쪽에서는 경기전길이며, 충경로를 건너서는 현무2길로 이름이 바뀌어 전통문화전당 앞까지 이어진다.

#### 전주부성의 의미
조현명ㆍ정언섭 등 탕평파에 속한 관료들이 영호남의 중요 지방에 외관으로 부임하여 읍성 건축에 참여했다. 이는 무신란에 대한 반성과 평가 분위기 속에서 지역 방어의 허술함을 보완하려고 노력했던 것으로 보인다. 서울에서도 북한산성보다는 도성 중심의 수비체계를 확립했던 시대적 상황과도 관련이 깊다.
당시 조선 사회는 군역 등 부역노동의 폐단이 극심한 지경에 도달해 있었으나 축성역은 민간의 노동력을 필요로했다. '부역노동을 감면하면서 축성역을 수행하는 것이 가능할 것인가' 이같은 문제를 양역을 포함한 역제 개혁의 방향을 전주의 축성역에서 엿볼 수 있다.
기록을 중시했다는 점을 살펴볼 수 있다. 조현명의 ｢명견루기(明見樓記)｣이 그러한 성역문서이다.

#### 전주부영의 설치
풍남문에서 전주객사를 향해 반듯하게 뚫린 주작대로 좌편으로 감영(監營)이 배치되고, 전주부영(府營)은 우편에 자리하여 左監營, 石府營의 도시구조를 이루었다.

### 전주사고

#### 전주사고의 설치
조선 초 사고는 한양 춘추관의 내사고와 충주의 외사고 2곳이 있었는데. 충주 사고에 『실록』이 보관되었다. 『태조실록』은 1413년(태종13) 처음으로 편찬되었으며 이후 『정종실록』이 편찬되고 『태종실록』은 1413년(세종13)에 편찬되었다. 이 실록들은 모두 외사고인 충주사고에 보관되었으며 각 1본의 필사본이었다. 외사고인 충주사고가 내사고인 춘추관보다 더 안전하다고 판단되었기 때문이다. 1437년(세종19) 사헌부에서 각 도의 명산에 『실록』을 여러 본 만들어 나누어 보관할 것에 대해 상소를 올렸고, 이 주장이 반영되어 동년에 새 사고를 전주와 성주에 설치하여 세 본은 충주, 전주, 성주에 한 본은 실록각에 보관하게 하였다. 성주와 전주에 새 사고를 설치하기로 결정한 것은 성주는 고려시대 때 외사고가 있었던 해인사의 인접한 지역이였고, 전주는 태조의 어진이 봉안되어 있었으며, 조선왕조의 발상지였기 때문이다.
새 사고를 성주와 전주에 설치하기로 결정한 후 모두 4질의 태조와 정종, 태종의 『실록』이 만들어졌다. 이것은 충주사고의 『실록』을 3부씩 더 배낀 결과였다. 1445년에는 제작된 『실록』을 각각 1부씩 춘추관 · 충주 · 전주 · 성주의 사고에 나누어 봉안하기 시작하였다. 장서각이 이미 건립되어 있던 춘추관과 충주 성주에는 『실록』을 보관하였으나. 전주는 전주성내의 승의사(僧義寺)에 『실록』을 보관하다가 1464년(세조10) 가을에 진남루로 『실록』을 옮겼다. 이후 전주에 사고를 세울 것을 세조가 명하였으나, 연이은 흉년으로 공사를 시작하지 못하다가 1473년(성종4)에 이르러 사고를 경기전 동편에 건립하였다. 이때의 상황이 『동국여지승람』에 상세하게 나와 있는데 이 기록에 따르면. 세조와 예종의 『실록』이 1472년 봄에 완성되자 전주에 동지춘추관사양성지를 보내 봉안하도록 지시하였다. 경기전 동쪽에 사고를 건립할 자리를 김지경(金之慶)이 양성지와 함께 정하자, 전주 부윤 조근(趙瑾)을 책임자로 정하고 인근 여러 포구에서 선군(船軍) 300명을 역군으로 징발하였다. 공사는 순창군수 김극련이 감독하였고 그 해 12월에 착수하였다. 다음 해인 1473년 5월에 실록각이 완공되어 그 해 8월부터 『실록』을 보관하였다.
임진왜란 직전 전주사고에는 총 60궤에 각종 문헌들이 담겨있었으며, 그 안에는 태조때부터 명종대까지의 『실록』을 포함하여 『고려사(高麗史)』 · 『고려사절요(高麗史節要)』등 총 1,334책이 보관되어 있었다.

#### 실록의 봉안
임진왜란이 일어났을 때, 전주사고에는 조선을 건국한 태조부터 명종까지의 실록을 포함하여 총 1,322책이 60개의 궤(실록 47궤, 기타 13궤)에 보관되어 있었다. 『조선왕조실록』은 물론 『고려사』 · 『고려사절요』 같은 국가의 주요 서적을 여러 곳에 나누어 보관한 것은 화재나 전란 같은 유사시에도 역사가 후대에 전해지기를 바라는 염원 때문이었다. 조선 정부는 국가 주요 사적을 보관하기 위해 서울 춘추관을 비롯하여 충주, 성주, 전주에 사고(史庫)를 설치하여 각기 동일한 사적을 보관하였다.
『태조실록』부터 『명종실록』까지 전주사고에 보관된 실록을 ‘전주사고본’이라 한다. 전주사고본 중 태조~태종 때까지의 실록은 필사본이며, 『세종실록』 이후에는 금속활자본이다. 이는 전주에 실록을 보관한 것이 춘추관이나 충주사고와 달리 1445년 이후로 1439년 사헌부가 충주사고는 민가들에 둘러싸여 있어 화재 등으로 소실될 우려가 있었으므로 성주와 전주에 외사고 건립을 요청하였기 때문이다. 1445년 실록이 전주에 봉안될 당시만 해도 전주사고가 건립되지는 않았다. 처음 봉안된 『태조실록』~『태종실록』은 전주 성내에 있는 승의사(僧義寺)에 보관되어 있다가 1464년 가을 전주객사 북쪽에 있는 진남루(鎭南樓)로 옮겨졌다. 1472년 『세조실록』과 『예종실록』이 완성됨에 따라 전주에 양성지(梁誠之)를 봉안사로 파견하였고, 이를 계기로 경기전 동편에 실록각을 건립하기에 이르렀다. 인근 포구의 선군(船軍) 300명이 역군으로 동원되어 그해 12월 착공한 뒤 이듬해 5월 공사를 마쳤다. 실록은 그로부터 3개월 뒤인 8월에 선대 실록과 함께 봉안되었다. 이후 선조 때 임진왜란이 일어날 때까지 각 왕대의 실록이 순차적으로 봉안되었다.
실록을 제대로 보관한다는 것은 쉬운 일이 아니었다. 성주사고에서는 사고 누각 위에 날아든 산비둘기를 잡으려 불을 들고 그물을 치다가 불이 나 실록이 모두 전소되기도 하였다. 보존 관리의 효율성을 높이고 원본성을 유지하기 위해 조선 정부는 3년마다 포쇄를 시행하여 실록의 묵은 먼지를 털어냄과 아울러 사고에 보존된 실록이 훼손되거나 없어지지 않았는지를 조사하여 기록으로 남겼다. 실록의 입 · 출입을 통제하고 사고 건물의 개 · 보수를 하는 등 사고 관리를 철저히 한 것은 국왕도 마음대로 열람할 수 없었던 실록의 역사적 위계 때문이었다.
역사를 지키려는 조선 정부의 노력이 이어지는 가운데 조선 역사를 수호함에 있어 절체절명의 위기가 닥쳤다. 도요토미 히데요시의 야망으로 시작된 임진왜란은 한순간 200여년의 조선 역사와 고려시대 역사까지 사라져버릴 수도 있는 위기의 전쟁이었다. 방방곡곡 네 곳에 나누어 보관하던 실록 중 전주사고에 보관한 실록을 제외한 세 곳의 실록이 일거에 소실되어버렸기 때문이다. 만일 전주사고 실록마저 없어져버렸다면 한국 역사에서 기억에 의존하는 시대가 수백 년은 상회했을 것이다.

#### 전주사고 활용현황
1445년(세종 27)에 실록을 2부 더 배껴 만들어, 각 1부씩 전주, 성주에 사고를 새로 건립하여 보관하였다. 1597년 실록각은 정유재란으로 인해 소실되었는데 1696년(숙종 22) 별전을 소실된 실록각 자리에 건립하고, 1937년 별전이 철거되자 그 자리에 1963년 전주시립박물관을 건설하였다. 이후 1990년 박물관 건물을 철거하고 실록각터를 발굴하여 1991년 전주사고 실록각을 복원하였다.
복원된 전주사고는 현재 일반인 출입이 가능하다. 사고 내부에서는 상설전시가 운영되고 있는데, 조선왕조실록의 역사와 조선사고의 변찬사 그리고 전주사고와 관련된 전시가 진행되고 있다. 그러나 전시해설사는 별도로 두지 않고 있다.
사고 내부의 전시품들로써 영인본인 조선왕조도서들을 활용하고 있으며, 패널설명 및 모형 등이 전시의 주를 이루고 있다. 조선왕조도서의 제작방법, 보존방법, 사고의 변천 등에 대한 내용 역시 전시하고 있다. 전시의 단점이라면 사고 내부가 매우 좁아 다수의 사람들이 관람하기 어렵다는 점을 꼽을 수 있다.

#### 조선왕조실록 포쇄재현 행사
포쇄(曝曬)란 충해를 막을 수 있도록 습기를 제거하여 책을 말리는 것으로, 전국 최초로 전주시에서는 조선왕조실록 포쇄 재현행사를 실시하였다. 전주사고의 조선왕조실록 포쇄재현은 19세기를 기준으로 진행되었다. 현존자료인 박정향의 ‘박학사포쇄일기’를 기반으로
포쇄재현이 진행되었는데 전주사고가 만들어진 것은 조선전기이나 그 당시 포쇄관련 자료가 남아있지 않는 탓에 조선후기 기록을 활용하게 되었다. 박정향은 1871년(고종 8) 적상산사고와 태백산사고 포쇄를 수행한 자로 별검춘추(別檢春秋)라는 직을 맡았다. 그는 포쇄사관 선임, 사관일행 구성, 포쇄인원 및 장소, 소요물품, 절차 및 방법 등에 대해 사고에 보관되어 있는 실록을 포쇄하면서 자세히 기록해 놓았다. 따라서 이러한 자료를 기반으로 전문가 고증회의를 거쳐 조선왕조실록 포쇄 재현행사 계획을 추진하게 되었다.
조선왕조실록 포쇄 재현은 전주사고 일대의 오목대, 태조로, 경기전에서 진행된다. 3년에 1차례씩 조선시대 외사고(外史庫)에서 진행된 전주사고에 보관된 실록을 말리는 행사이다. 조선왕조실록의 습기로 인한 손상을 막기 위해 중앙에서 직접 사관을 파견하여 실시하였다. 국왕조차도 실록을 열람할 수 없었으나 포쇄를 하면서 사관들은 자연스럽게 실록을 열람하기도 하였다. 실록의 내용을 보았다 하더라도 이를 발설해서는 안됐다. 이러한 이유 때문에 글을 모르는 사람을 실록을 포쇄할 때는 동원했다는 이야기도 있다.
이러한 기록에 따라 길놀이 형식의 사관행렬을 오목대에서 태조로를 따라 경기전 앞까지 진행하고, 조선왕조실록 포쇄를 경기전 전주사고 앞에서 재현한다. 포쇄절차는 우선, 전주사고 앞에서 사관들이 4배를 한 후 사고 안에 들어가 실록궤를 점검하고, 교생들로 하여금 실록궤를 사고 밖으로 가지고 오게 한다. 그 다음, 실록궤에서 조선왕조실록을 꺼내어 건조시키고, 건조작업이 끝나면 실록궤에 천궁 및 창포가루를 넣고 실록을 초주지 및 붉은색 보자기로 싸고 다시 실록궤에 봉한다. 조선왕조실록을 실록궤에 봉한 후에는 수결(手決)한 종이를 사관이 밀봉하고, 실록궤를 사고에 넣는다. 그 후에는 조선왕조실록 포쇄 결과를 보고서 형식으로 적는데, 이것을 형지안(形止案)이라 이른다. 형지안 작성까지 모두 마치게 되면 마지막으로 전주사고 앞에서 다시 4배를 하며 조선왕조실록 포쇄를 마무리한다.
전국 최초로 진행되는 조선왕조실록 포쇄행사는 역사기록으로만 접할 수 있었던 것을 직접 재현하는 행사이기 때문에 그 가치가 매우 크다고 할 수 있다.

#### 실록의 보존 대책 수립
1592년 일본이 조선을 침략하여 파죽지세로 쳐올라오자, 경기전 참봉 오희길(吳希吉)은 전라감사 이광(李洸), 전주부윤 권수(權燧) 등과 함께 전주 경기전(慶基殿)에 모셔져 있던 태조 이성계의 어용(御容)과 『조선왕조실록』을 옮길 대책을 논의하였다.
처음에는 충주사고 · 성주사고와 같이 땅에 묻으려 했으나, 방어사 곽영으로부터 경상도 금산현에서 잡힌 왜적에게 성주사고에서 약탈한 실록이 나왔다는 말을 듣고, 방법을 바꾸어 깊은 산중으로 옮기기로 했다. 그리하여 참봉 오희길은 무사 김홍무(金弘武), 수복 한춘(韓春)과 함께 밤낮으로 은닉처를 찾아다니다가 정읍 내장산으로 정하였다.

#### 조선왕조실록의 수호
그해 6월 왜군이 전주로 통하는 관문인 금산을 점령하고, 이어 웅치와 이치에서 대접전을 전개하게 되자 전주성이 위험에 놓이게 되었다. 상황이 급박해지자 전라감사 이광은 실록과 어용을 은닉시키기로 하였다. 이에 태인의 선비 손홍록(孫弘祿) · 안의(安義)가 가솔들을 데리고 경기전으로 급히 달려왔다. 당시 안의는 64세, 손홍록은 56세의 노구였다. 6월 하순경 경기전 참봉 오희길과 유인(柳訒), 안의, 손홍록, 김홍무, 한춘, 등이 어용과 실록을 정읍 내장산 용굴암으로 옮겼고, 7월경 실록을 은적암(隱寂庵)을 거쳐 더 깊숙한 비래암(飛來庵)으로 옮겼다. 9월에는 어용을 비래암에 모셔 함께 지키었다.
내장산에서 수직 책임자는 오희길과 안의, 손홍록이었다. 이들과 함께 영은사(현 내장사) 승려 희묵(熙默)과 무사 김홍무 등 의병 100여 명이 이를 지켰다. 실록과 태조어진이 용굴암, 은적암, 비래암으로 옮겨졌지만, 이를 지키는 관리들과 선비, 승려들은 실록과 어진을 최종 보관한 비래암뿐만 아니라 용굴암 등을 비롯한 주변에 흩어져 요새를 구축하고 혹시라도 쳐들어올지도 모르는 왜군을 경계하였다.
내장선에 실록이 임시 보관된 기간은 실록을 옮긴 1592년 6월 22일부터 1593년 7월 9일 아산으로 출발할 때까지 총 1년 18일 동안이었다. 실록과 어진을 지키는 일은 손홍록과 안의 등이 주로 담당하였다. 『수직상체일기』에 의하면 손홍록과 안의가 함께 수직한 날은 53일 이였으며, 각각 홀로 지킨 것은 안의 174일, 손홍록 143일이었다. 두 사람이 내장산에서 실록을 지킨날은 370일에 달한다.
한편, 경기전 참봉 오희길과 유인은 실록을 옮긴 후 전주를 오가면서 실록을 지켰다. 왜군이 웅치를 넘어 전주로 향하고 있었기 때문에 내장산의 수직을 손홍록과 안의에게 맡기고 전주를 왕래하면서 전라감사의 지휘를 받아 실록 보존을 위한 동향을 살피었던 듯하다. 오희길은 10월 28일 집으로 돌아갔으며, 그의 뒤를 이어 경기전 참봉이 된 유인은 11월 12일 내장산에 들어가 거처하였다. 실록과 어진을 보존하는 것은 왕실의 위엄을 지키는 일일 뿐 아니라 조선의 정체성을 보존하는 일이었기 때문에 중앙에서도 관심을 갖지 않을 수 없었다. 12월 20일 좌랑 신흠이 내장산 수직처를 방문하여 실록과 어진을 살펴보았으며, 1593년 5월 28일에는 봉교 조존성이 선릉(宣陵)과 전릉(靖陵) 두 능침(陵寢)을 개장할 때 필요한 지석(誌石)과 옥책(玉冊)을 등서하기 위해 실록 수직처에 내려와 실록을 열람하기도 하였다. 1593년(선조26) 전주성이 함락된 후, 7월 9일 실록과 어용은 정읍 내장산에서 아산으로 옮겨졌다. 이때에도 안의와 손홍록은 식량과 말을 마련하여 수행하였다. 그 후 어용은 아산에 모셔두고, 실록은 다시 해주로 옮겼다. 1595년 실록은 다시 강화도로 옮겨졌으며, 어용 역시 강화도로 옮겨 모셨다. 안의는 이때 병을 얻어 집으로 돌아와 사망하였다. 1597년 실록과 어용은 안주를 거쳐 평안도 안변의 묘향산 보현사 별전으로 옮겨져 임진왜란이 끝날 때까지 보존되었다.
손홍록, 김홍무, 한춘, 사복(寺僕), 강수(姜守), 박야금(朴也金), 김순복(金順卜) 등은 전주에서 묘향산으로 실록과 어용이 옮겨지는 5~6년 기간 동안 줄곧 배행하였다. 실록은 임진왜란이 끝난 후 영변부 객사를 거쳐 1603년(선조36) 강화도로 옮겨졌다.

##### 역사를 지킨 사람들
윤길은 문과에 선조 22년(1589)에 급제하였고, 임진왜란이 발발하자 삼례찰방으로서 최철견, 오희길, 유인, 손홍록, 안의, 김홍무 등과 힘을 합쳐 정읍 내장산으로 태조 어용과 실록 · 제기를 옮겼다. 그런 후에 승과 재인을 100여 명 뽑아 각종 병기들을 모아 내장산을 수호하게 함으로써, 실록을 전화로부터 지켰다. 후에 무주 현감 직을 받아 군대를 지휘하고 식량을 보급하였고, 도원수 권율을 도와 행주대첩에 참전하여 공을 세웠다.
오희길은 후릉 참봉을 거쳐 경기전 참봉에 선조 24년(1591) 임명되었다. 임진왜란 때 태조 어용과 실록을 수호할만한 도내의 산들을 물색하다가, 내장산의 용굴암이 마땅한 곳임을 알게 되었고 조선군이 웅치 전투에서 패하자 태조 어용과 실록을 용굴암으로 이안하였다. 그런 후에는 김홍무 등 3인과 승 회묵, 산척 등 100여 명을 모아 용굴암을 수비하게 함으로써 전화로부터 실록을 보호하였다.
안의는 임진왜란 때 손홍록과 함께 의곡 계운장이 되어 백미와 목화 등을 수집하는 일을 하였고 행재소와 의장 민여운의 진중에 자신의 쌀과 면화를 내어주었다. 또 손홍록과 함께 어용과 실록을 내장산 용굴암에 옮겨 이를 수호 하였다. 선조 26년(1593) 7월에 어용과 실록을 행궁에 옮겨 봉하라는 명이 있자, 이를 손홍록과 함께 충청도 아산현관에 안전하게 옮겼고, 곧바로 행재소로 이동하여 중흥 6책을 올렸다. 충청도 검찰사 이산보가 그의 공을 선조에게 아뢰어 안의는 별제의 벼슬을 받게 되었다.
손홍록은 임진왜란이 발발하고 왜적이 전주까지 도달할 위기에 처하자, 오희길은 태조 어용을 이안하자는 의견을 내었다. 이에 손홍록은 안의와 함께 전주로 들어와 내장산에 태조 어용과 제기 · 실록을 이안하고, 무인 김홍무 · 승 희묵 · 가동 등과 함께 내장산의 요충지를 굳게 지켰다. 선조 26년(1593) 7월에 어용과 실록을 행궁에 옮겨 봉하라는 명이 있자, 이를 안의와 함께 충청도 아산현관에 안전하게 옮겼고, 곧바로 행재소로 이동하여 중흥 6책을 올렸다. 충청도 검찰사 이산보가 그의 공을 선조에게 아뢰어 손홍록은 별제의 벼슬을 받게 되었으나 나아가지 아니하였다. 병신년(선조 29년, 1596)에는 다시 아산에 가서 강화부로 어용을 옮겼고, 정유년(1597)에는 영변의 묘향산 보현사로 다시 어용을 이안하였다.
구정려는 사마시에 일찍이 합격하였고, 임진왜란이 발발한 이후에는 실록과 어용을 오희길 · 손홍적 · 안의 등과 함께 내장산 용굴암에 이안하였다. 선조 25년(1592) 11월에 진전 참봉이 되어 내장산 용굴암을 수호하였으며, 선조 26년(1593) 7월에는 정부의 명에 따라 어용을 아산에까지 옮겼다.
의승장 희묵은 임진년(선조 25년,1592)에 왜란이 발발하자 어용을 내장산으로 이안하는 데에 참여하였고, 의병장으로서 1000여 명을 거느리고 안전하게 이안 할 수 있게끔 호위하였으며, 계사년(1593) 7월에 아산으로 어용을 이안할 때에도 따르며 호위하였다.

#### 역사를 지킨 기록
이안관련 자원은 실질적으로 조선왕조실록을 옮기는 과정에 해당하는 역사문화자원을 말한다. 가장 중요한 자원은 전주사고에서 정읍으로 실록을 옮긴 뒤 선조에게 바칠 때까지의 기록을 일지 형태로 작성한 『수직상체일기』이다.
『수직상체일기』는 누가 작성했는지 확실하지 않으나 실록을 피안시켰던 손홍록과 안의가 기록했을 가능성이 있다. 자료의 표지에는 『난중일기(亂中日記)』라 후손이 후기해 놓았으나 속지에는 『임계기사(壬癸記事)』와 『수직상체일기(守直相遞日記)』라는 제목이 붙어있다. 이 사료는 실록을 내장산 용굴암, 은적암 비래암으로 옮길 때부터 국왕에게 바칠 때까지의 기록이 일자별로 간단하게 쓰여 있다. 뒤에는 안의와 손홍록이 올린 시무시책과 이산보와 유탁의 포상을 요청하는 장계, 의병진에 보낸 의곡 등의 물목과 의곡을 모으기 위한 통문 등의 부기되어 있다. 현재 정읍시립박물관에 보관되어 있다.
이외에도 실록 이안에 관련된 내용을 기록해 놓은 자료는 『봉안어용실록사적(奉安御容實錄史蹟)』(宣廟實錄 抄出), 『寒溪 孫先生 行狀』(양응수찬), 『여지도서』 보유편 전라도 정읍고적 용굴암, 『탐진안씨 족보』, 『난중잡록(亂中雜錄)』, 『이제유고(頤齊遺藁)』 권 23, 傳, 『호남절의록(湖南節義錄)』 진전호종제공사실(眞殿扈從諸公事實) 등이 있다.

#### 실록 복간
일본의 침략으로부터 지켜낸 『조선왕조실록』은 유일본이 되어버렸다. 조선에서는 전쟁기간 중에 필사하는 계획을 수립하는 등 필사적인 역사 수호에 나섰다. 그렇지만 그 양이 방대해서 필사본을 만들어 각 지역에 나누어 보관하는 것은 중대하고 힘든 일이었다.
당시 춘추관의 분석에 의하면, 총 577책의 글줄과 글자수를 계산할 때 글씨를 잘 쓰면서도 빨리 쓰는 사람이더라도 20명이 필사 할 경우 한 달에 30책을 필사할 수 있으니 2년이 지나야 겨우 1질을 완성할 수 있다고 하였다. 그렇지만 다른 업무를 수행해야 하는 겸 춘추로서는 2년에 1질을 끝내기 어려우며 3년은 걸릴 것이라고 계산이 나왔다. 결국, 실록을 필사하려는 계획을 중지하고, 신구활자를 보충해서 인쇄하는 것으로 결정되었다. 병조(兵曹)를 인출하는 곳으로 결정하고, 선조 36년 5월경에 실록을 묘향산에서 강화도로 옮기고 순차적으로 간행에 들어가 선조 36년 7월에 본격적으로 작업을 시작하였다. 선조 39년 4월 실록의 교정과 세보가 끝나게 되었다. 새롭게 제작된 『조선왕조실록』은 총 239책(13대 804권)이었다. 전주사고본이 576책인데, 이처럼 차이가 나는 이유는 새로 만드는 것은 4~5권을 1책으로 묶거나 2~3권을 1책으로 묶었기 때문이다.
조선 후기에는 전체 사고가 다섯 곳 (춘추관, 정족산사고, 오대산사고, 태백산사고, 적상산사고)이었지만, 새로 간행된 『태조실록』~『명종실록』은 완성본 3부를 만들고, 거기에 교정본 1부를 더하여 전주사고본과 함께 다섯 곳의 사고에 각각 나누어 보관하였다. 전주사고본은 정족산사고에 보관되었으며, 이후 조선 후기에 편찬된 실록과 합하여 ‘정족산성사고본 실록’으로 불리고 있다. 현재는 서울대학교 규장각에 소장되어 있다.
조선 후기 실록을 복간한 400년 뒤인 2007년 전주시에서는 전주사고에 보관되어 있던 실록 614책을 포함해 태백산 사고에 보관한 조선 후기 실록(선조~철종) 복본화 사업을 추진하였다. 복본화 사업이란 내용 전달 중심의 영인(影印) 인쇄가 아니라 기록 종이 자체의 물성을 재현하고, 현대 천담 인쇄기술을 접목하여 원본과의 동질성을 구현하는 것으로, 1606년 전주사고본을 복인(復印)하는 것과 같은 맥락의 사업이다. 『조선왕조실록』의 복본을 제작하는 이 사업이 완료되면 『조선왕조실록』 전체 복본이 실록을 지켜낸 전주에 보존되게 된다.

#### 조선왕조실록 수호의 의의
한국에는 임진왜란 이전에 4개(춘추관(春秋館) 사고 · 충주(忠州)사고 · 전주(全州)사고 · 성주(星主)사고가 존재했다. 사고에는 조선 초의 역대 왕조실록을 보관하고 있었다. 사고를 4개를 두어 분장한 이유는 일어날지도 모르는 불의의 사태에 대비해 ‘국가보다도 중요한 역사’를 지키기 위함 이었다.
그러나 선조 25년(1592)에 임진왜란이 일어나 사고가 소실될 위험이 현실로 다가왔다.
4개의 사고에 실록을 분장(分藏)한 것은 실로 현명한 판단이었다. 춘추관 · 충주 · 성주지역에 봉안하였던 실록들은 모두 소실되었으나 다행히도 전주 사고의 『조선왕조실록』이 수호됨으로써, 현재 한국인은 역사를 가질 수 있게 되었으며, 그것으로 인해 한국인은 세계적으로 그 유례를 찾아 볼 수 없는 방대한 역사기록을 보유한 문화민족으로 우뚝 설 수 있었다.

### 임진왜란
임진왜란 당시 조선수군을 승리로 이끌었던 충무공 이순신은 “국가의 군비가 모두 호남에 의지하고 있으니, 만약 호남이 없다면 나라도 없다.”라는 말을 남겼다. 따라서 임진왜란시기에 전라도가 없었다고 한다면, 조선도 유지될 수 없었던 것이다.
특히 전주는 전라감영이 위치하고 있던 전라도의 수부로서 호남이 임진왜란 극복의 주된 역할을 하는 중심이 되었다. 개전초기부터 군사와 물자가 동원되어 전투에 참여하였을 뿐만 아니라, 전라도를 향하여 침공하는 왜군을 전주를 중심으로 방어전을 전개하여 호남 곡창을 지키고 나아가 이곳을 기반으로 장기 항전의 원동력을 공급하여 국가를 구해낼 수 있었던 것이다. 임진왜란 시기 전주의 중요성은 선조실록의 “오늘날 그나마도 믿고 나라다운 것은 호남이 있기 때문이며 호남의 근본은 전주에 있다.”라는 기사를 통해서도 알 수 있다.
임진왜란 극복에 있어서 전라도가 특별히 다른 곳과 달리 이러한 중요역할을 할 수 있었던 것은 전란 5년 동안 왜군의 수중에 들어가지 않았기 때문에 가능하였던 것이다.
전라도가 지켜질 수 있었던 것은 단순히 왜군의 수군을 남해에서 이순신이 막아주었기 때문만은 아니었다. 20일 만에 수도 한성이 점령당하는 초기의 암담한 상황에서 왜군의 육군의 호남 공격이 이루어졌고, 금산성이 함락되고 급기야는 전주 부근까지 왜군이 진출하였지만, 이를 전라도의 지역군의 사투를 전개하여 격퇴함으로써 전주성을 지키고 전라도를 보존하였던 것이다.

#### 웅치전투
임진왜란 발발 20일 만에 한성이 왜군에게 함락되자, 고바야카와 다카카게(小早川隆景)가 이끄는 일본 제6군은 한성에서 청주를 거쳐 전라도 동북면으로 진격하였다. 곧바로 왜군은 6월 22일경 금산을 공격하여 다음날에 금산성을 함락시켰다. 이후 금산을 근거지로 왜군은 용담 · 진안으로 진격하였고 웅치를 넘어 전주성을 공격하고자 하였다.
전주성이 위협을 느끼자, 전라감사 이광(李洸)은 광주목사 권율(權慄)을 도절제사를 삼고 영남과 호남의 경계를 지키게 하는 한편, 방어사 곽영, 동복현감 황진(黃進), 나주 판관 이복남과 김제 군수 정담(鄭湛) 등으로 하여금 험한 지형인 웅치와 이치를 지키게 하였다. 그런데 7월 2일 왜적이 용담으로부터 장수 방면으로 향하게 되는데, 이때 전라감사 이광은 웅치를 지키고 있던 황진을 남원 경계로 옮겨 지키게 하였다.
그리하여 웅치에는 나주판관 이복남, 김제군수 정담 등이 남아 수비하게 되었는데, 그때 前 전주만호 황박(黃樸)도 의병 200명을 모아 웅치에 가서 복병하여 함께 도왔다. 그런데 7월 5일 진안으로부터 적병이 전주로 향하자, 이광은 남원으로 파견하였던 황진으로 하여금 다시 웅치로 돌아와 막도록 하였다. 그러나 황진이 웅치로 돌아오기 전인 7월 8일에 왜군은 새벽부터 웅치 방면으로 대대적인 공격을 개시하였다. 이날 새벽 이복남과 정담 등의 전라도 수비군은 선봉부대를 물리쳤으나, 정오 무렵부터 왜군이 전면적인 공격을 해오자 결사항전을 감행하여 치열한 접전을 전개했다.
그러나 저녁 무렵 아군의 화살이 떨어졌고 이 틈을 타 왜군은 다시 전면 공격을 개시했다. 전세가 불리해지자 이복남과 황박 등은 후퇴하여 안덕원에 주둔하였고 웅치에서는 김제군수 정담 휘하의 장정들이 끝까지 적들을 막았다. 그 결과 김제군수 정담을 위시한 종사관 이봉, 강운 등 많은 장정들이 전사하였고 왜군은 힙겹게 웅치고개를 넘게 되었다. 이때 호남 방어군의 용맹에 감동한 적군은 전사한 아군의 시체를 모아 길가에 묻고 큰 무덤을 만들어 “조선국의 충성스런 넋을 조상한다(弔朝鮮國忠肝義膽)”라는 푯말을 세우고 지나갔다고 한다.
웅치전이 얼마나 중요한 전투였는지는 당시대의 인물들의 증언을 통해서도 알 수 있다. 행주대첩의 주인공인 권율도 사위인 이항복에게 “전란 중에 거둔 전공인 웅치의 공이 행주의 공보다 크다”라는 말을 남겼고 류성룡도 『징비록』에서 ‘웅치전투로 인하여 전라도를 보전할 수 있었다’고 평가하였다. 뿐만 아니라, 일본인도 ‘자신들이 전쟁 중에 가장 크게 패한 곳으로 웅치가 첫째’라는 말을 했을 정도였다. 따라서 웅치전투는 임진왜란 초기 전황이 가장 어려운 상황에서 전라도로 침공해 들어오는 왜적을 막아 호남을 지킨 전투일 뿐만 아니라 나아가 조선을 구한 전투라고 할 수 있다.

#### 안덕원 전투
웅치를 넘은 왜적은 아군이 무너진 틈을 타 7월 9일경 전주 부근으로 진출하여왔다. 그러나 왜적은 전주부성을 감히 공격하지 못하고 안덕원 너머에서 아군과 대치하게 되었다. 그들은 이미 웅치에서 큰 타격을 입고 주력부대가 무너짐으로써 전력이 상실된 잔여세력에 불과하였기 때문이다.
왜군이 웅치를 넘어 전주성에 다다르자, 전라감사 이광은 前 홍문관 전적 이정란(李廷鸞)을 전주 수성장으로 삼아 전주성을 지키게 하였고 자신은 각 읍 군졸을 거느리고 만경대 산정으로 올라가 진을 치고 방어태세를 강화하였다. 이때 성안에 모형군사와 깃발을 가득 세우고, 밤에는 횃불을 늘어뜨려서 서로 응하게 하고 병사를 엄하게 하여 단단히 수비태세를 갖추었기 때문에 웅치를 넘어온 왜군이 전주성을 공격하지 못했다고 한다.
왜군이 안덕원까지 들어와 전주를 위협하고 있을 때 6천의 호남의병을 거느린 고경명(高敬命)이 호남을 침공하는 왜군의 근거지가 된 금산성을 공격하고 있었다. 고경명은 7월 9일 전라방어사 곽영의 관군과 연합하여 금산성 공격을 개시하였다. 그러나 10일 왜군의 역습을 받아 패하여 의병장 고경명, 종사관 유팽로(柳彭老)와 안영(安瑛) 그리고 고경명의 차남인 고인후(高仁厚) 등이 전사하였다.
이와 같이 웅치를 넘은 왜군이 안덕원까지 진출하였으나 전주성을 점령하지 못한 상황에서 그들의 배후 근거지인 금산성이 호남 의병의 공격을 받고 있을 때, 남원으로부터 군사를 이끌고 웅치로 가던 황진이 전주에 도착하여 안덕원 너머에서 왜군과 접전하였다. 안덕원에서 황진의 반격으로 밀린 왜군은 소양평으로 도주하기 시작했고, 황진은 왜군을 대승리 골짝으로 밀어붙여 크게 무찔렀다. 이때 전주성을 지키던 이정란도 안덕원 너머까지 나가 왜군을 무찌르는데 가세하였다고 한다. 이 싸움을 ‘안덕원 전투’라고 하는데 웅치전의 연장이라고 볼 수 있다. 이로서 임진왜란 초기의 극도의 위기상황 속에서 전주성이 수호되어 호남이 일단 위기상황에서 벗어나게 되었다.

#### 이치전투
안덕원에서 패하고 금산성으로 물러난 왜군은 주변 지역에서 약탈행위를 계속하면서 진산을 공격하고 이치를 통하여 전주를 공격하려는 움직임을 보이고 있었다. 이에 전라도순찰사 이광은 남원 장수 지역에 있던 광주목사 권율에게 군사를 나누어 진산 · 이치로 가서 동복현감 황진과 더불어 험한곳에 복병을 설치하도록 하는 등 전라도 각지의 관군을 동원하여 금산 주변에 배치하고 왜군을 막고 나아가 금산성의 왜군을 공격할 준비를 갖추고 있었다.
이러한 상황에서 금산의 왜군이 동복현감 황진이 주둔하고 있던 이치를 공격해왔다. 이에 맞서 선봉장 황진이 선두에서 편장 위대기(魏大器) · 공시억(孔時億)과 함께 필사적으로 싸웠으나 전투의 막판에 황진이 탄환을 맞고 쓰러지자,후군장 황박의병장이 구하여내고  도절제사인 광주목사 권율이 독전하여 마침내 왜군을 물리쳤다,그러나 이전투로 의병장 황박이 사망하게 되니 이날이 8월28일이다. 이치에 패배한 왜군은 금산성으로 철수하고 마침내 전라도 침공을 단념하였다.
그런데 이치전투가 벌어진 시기에 대해서는 정확한 기록이 없다. 대체로 조경남의 『난중잡록(亂中雜錄)』의 기록에 의하여 7월 10일 또는 7월 20일경에 있었던 것으로 이해하고 있지만, 오희문의 『쇄미록(鎖尾錄)』에는 8월 17일에 있었던 것으로 기록되어 있다.
이치전투는 임진왜란 초기 전라도로 침공하는 왜군을 막아 호남을 지키는 데 또 하나의 결정적인 계기가 되었다. 이항복은 권율의 이치 전공에 대하여 “적이 다시 호남을 엿보지 못하게 하고, 여기를 근본으로 삼아서 나라를 위하여 수년지간을 보장하게 하였으며, 동서로 운송이 이루어져 군수가 한번도 부족 됨이 없다.”고 평가하였다. 또한 「선조수정실록」에 의하면 “왜적이 조선의 3대 전투를 일컬을 때 이치의 전투를 첫째로 쳤다.”고 기록되어 있다.
따라서 이치전투는 웅치에서 패퇴한 왜군과 금산에서 잔류하고 있던 왜군이 합류하여 재침한 것을 격퇴함으로써 앞에 있었던 웅치전투와 함께 임진왜란 초기 호남을 방어하게 된 결정적인 계기가 된 전투이다.

#### 정유재란
1597년 정유재란이 일어나자 일본군은 임진왜란을 교훈으로 삼아 조선의 곡창지대인 호남지역을 첫 번째 공격대상지로 선정하였다.
일본군 총사령관 우키타 히데이에의 제8군과 고니시 유키나가의 제1군, 구로다 나가마사의 제3군, 시마즈 요시히로의 제4군 등은 8월 13일에 남원성을 공격을 개시하였다. 이복남 · 이신방 등이 이끄는 조명연합군은 끝까지 결사항전 했지만 결국 적군의 수세를 이기지 못하고 8월 15일 남원성이 함락되었다. 그리고 이때 조명연합군과 남원 군민들은 모두 전사하였다.
남원성을 함락시킨 일본군은 곧바로 전주성으로 진격했고 이 소식을 들은 명나라 유격장 진우충(陳愚衷)과 전라부윤 박경신(朴慶新)은 8월 19일 일본군이 몰려오자 전주성을 버리고 도망쳤다. 결국 일본군은 전주성에 무혈입성을 하게 되었고 남원성과 전주성이 함락되었다는 소식에 조선조정은 발칵 뒤집혔다. 이후 박경신은 성을 버리고 도망쳤다는 이유로 처벌되었다.
이후 일본군은 전라도를 점령하고 충청도 직산까지 진격했지만 명나라군의 방어전이 성공하였고 남해안에서는 이순신이 이끄는 조선수군이 일본수군을 무찌르자 일본군은 더 이상 진격하지 못하고 겨울이 오는 바람에 일본군은 남해안 왜성으로 후퇴하여 장기전을 계획하였다.

#### 기축옥사
정여립은 39세의 젊은 나이에 관직에서 떠났을 때, 그의 최종 관직은 6품직인 홍문관 수찬에 불과했다. 그러나 시골에 있음에도 정여립의 명성과 영향력은 높아졌는데, 멀리서 수많은 선비들이 찾아오고 인근 고을의 관리들도 만났다. 그의 주변에는 항상 문객(門客)들이 끊이지 않았다. 문인 제자들의 내방도 줄을 이었다. 그의 조직력은 타의 추종을 불허했다. 이것이 그를 불온시해온 반대 측에게 현실에 불만을 품고 거사를 계획한 것으로 비쳐졌고, 그의 자살과 함께 역모는 사실로 굳어졌다.
정여립은 김제로부터 진안(鎭安)의 죽도(竹島)라는 곳으로 거처를 옮겼다. 그는 이곳에 ‘죽도서당(竹島書堂)’을 짓고 제자를 모아 학문을 강론하면서, 무예를 가르치고 6백여 명 규모의 무사로 대동계(大同契)를 조직했다. 이 때 ‘죽도선생’이라는 별칭을 얻었다. 선조 20년(1587) 2월, 전라도 손죽도(損竹島)에 왜적(倭賊)이 쳐들어와(丁亥倭變) 당시 도움을 청할 때, 전주부윤 남언경(南彦經)의 요청으로 대동계 계원을 출동시켜 왜구를 소탕하는 데 크게 기여했다. 지방관의 요청으로 왜구를 격퇴할 때 대동계 계원이 공개적으로 참여했다면 대동계는 사실상 널리 알려진 친교 모임이자 민간 방위조직인 셈이다. 이를 계기로 그는 대동계를 조직한 뒤 매달 15일에 사회(射會)를 여는 등 세력을 확장했다. 그 뒤 대동계의 조직은 황해도 안악(安岳)의 변숭복(邊崇福)ㆍ박연령(朴延齡), 해주(海州)의 지함두(池涵斗), 운봉(雲峯)의 승려 의연(義衍) 등 기인(奇人)과 모사(謀士)의 세력이 합세, 전국적으로 확대됐다. 이들은 대동계 조직을 기반으로 치밀하게 역모를 꾀하다가 선조 22년(1589)에 거사가 사전에 탄로 나고 조정에서 체포령을 내리자, 정여립은 죽도로 도망쳐 그곳에서 자결했다고 기록됐다. 그러나 이미 공개된 조직이 역모를 도모했는지는 여전히 의문으로 남는다.

#### 발단
발단은 1589년 10월 황해도관찰사 한준(韓準)과 재령군수 박충간(朴忠侃), 안악 군수 이축(李軸), 신천 군수 한응인(韓應寅) 등이 전 홍문관수찬이었던 정여립이 역모를 꾀한다고 고변하면서 시작했다.
이들의 고변에서 열거된 정여립의 역모죄상은 그가 벼슬에서 물러난 뒤, 전주와 진안·금구 등지를 내왕하면서 무뢰배와 공·사노비들을 모아 ‘대동계(大同契)’라는 단체를 만들어 매월 활쏘기를 익혔다는 것과 당시 민간에 유포되어 있던 도참설을 이용해 민심을 현혹시킨 뒤, 기축년말에 서울에 쳐들어갈 계획을 세우고, 그 책임 부서까지 정했다고 한다.

#### 전개
이 보고를 받은 조정에서는 선전관과 의금부도사를 황해도와 전라도에 파견해서 사실을 확인하도록 했다. 정여립은 안악에 사는 변숭복(邊崇福)에게서 그의 제자였던 안악교생 조구(趙球)가 자복했다는 말을 전해 듣고, 아들 옥남(玉男)과 함께 도망쳐서 진안에 숨어 있다가 자결했다.
그리고 옥남은 잡혀 문초를 받은 끝에 길삼봉(吉三峯)이 모의 주모자고, 해서사람 김세겸(金世謙)·박연령(朴延齡)·이기(李箕)·이광수(李光秀)·변숭복 등이 공모했다고 자백했다. 그 결과 다시 이들이 잡혀가 일부는 조구와 같은 내용을 자백하고, 일부는 불복하다가 고문 끝에 사망했다. 정여립의 자결과 일부 연루자의 자백에 의해 그가 역모를 꾀함은 사실로 단정됐다.
이 사건으로 동인에 대한 박해가 더욱 심해지고 서인인 정철(鄭澈)이 옥사를 엄하게 다스려서 이발(李潑)·이길(李洁)·김우옹(金宇顒)·백유양(白惟讓)·정언신(鄭彦信)·홍종록(洪宗祿)·정언지(鄭彦智)·정창연(鄭昌衍) 등 당시 동인의 지도자급 인물들이 연루되어 처형 또는 유배당했다.
그 가운데 이발은 정여립의 집에서 자신이 보낸 편지가 발견되자 다시 불려가 고문을 받다가 죽었고, 그의 형제·노모·자식까지도 모두 죽임을 당했다.
같은 해 12월에는 호남 유생 정암수(丁巖壽)를 비롯한 50여인의 상소로 이산해(李山海)·나사침(羅士忱)·나덕명(羅德明)·나덕준(羅德峻)·정인홍(鄭仁弘)·한효순(韓孝純)·정개청(鄭介淸)·유종지(柳宗智)·김우굉(金宇宏)·윤의중(尹毅中)·김응남(金應男)·유성룡(柳成龍)·유몽정(柳夢井)·조대중(曺大中)·우성전(禹性傳)·남언경(南彦經) 등 30여인이 연루되어, 처형되거나 혹은 유배당했다.
이때의 상소로 조정의 동인계 고관과 함께 호남 지방 사류가 다수 연좌됐다. 그 뒤부터 전라도는 반역향으로 불렸고, 호남 지역 사류간 반목과 대립이 후대에까지 이어져 여러 가지 문제가 생겼다.
또, 진주에 거주하던 처사 최영경(崔永慶)은 모주인 길삼봉으로 지목되어 감옥에서 죽었는데, 그의 연좌 또한 지극히 모호한 내용이어서 많은 말썽을 불러일으켰다.
그 뒤 약 3년여 동안 정여립과 친교가 있었거나, 또는 동인이라는 이유로 처형된 자가 무려 1,000여인에 이르는 대옥사로 발전했다.

#### 논란과 의혹
이 옥사의 발생 원인에 대해서는 학설이 나누어진다.
사건 조작설, 정여립 모반 주도설, 혁명적 주장을 무고해서 옥사를 일으켰다는 설이 있지만 확인된 건 없다.

#### 결과
어쨌든, 그는 기축옥사의 장본인이 되어 동인의 정치권에 큰 타격을 주었고, 전라도 전체가 반역향이라는 낙인을 찍히는 원인을 제공해서 호남출신 인사의 관계 진출을 어렵게 만들었다.

### 신해박해
1791년(정조 15년)에 일어난 천주교도 박해사건이다.

#### 전개
1783년, 이 무렵에 윤지충은 고종 사촌 정약용을 통해 천주교 신앙을 접했는데, 1784년(정조 8) 겨울 서울에 올라가 김범우(金範禹)로부터 처음으로 천주교서적을 빌려 읽었고, 그 후 스스로 교회 서적을 구해 읽기 시작했고, 이렇게 3년 동안 교리를 공부한 그는 1787년 인척인 이승훈(베드로)으로부터 세례를 받았다.
이후 윤지충(바오로)은 어머니와 아우 윤지헌, 이종 사촌 권상연(야고보)에게도 교리를 가르쳐주고 천주교 신앙을 받아들이게 했고, 역시 자신의 인척인 유항검(아우구스티노)과 자주 왕래하면서 널리 복음을 전파했다.
1790년 북경의 구베아(A.Gouvea,湯士選) 주교가 조선 교회에 제사 금지령을 내리자 윤지충은 권상연과 함께 이 가르침에 따라 집안에 있던 신주를 불태웠다. 또 이듬해 여름, 어머니(권상연의 고모)가 사망하자 유교식 제사 대신 천주교의 예절에 따라 장례를 치렀다. 사건은 여기서부터 시작됐다. 이 사실은 빠른 시일 내에 큰 반향을 일으켰다. 윤지충과 권상연의 폐제분주사건(廢祭焚主事件)의 소문이 세상에 알려지자, 제일 먼저 들고 일어난 사람은 홍낙안(洪樂安)이었다. 그는 노론(老論)의 측근 인물로 평소 신서파에 적대적인 감정을 가졌고, 천주교를 맹렬히 공격했다. 홍낙안의 성토가 시작되자, 당색(黨色)의 구분 없이 유생들의 상소가 빗발쳤다. 또한 권상연의 일가인 권상희(權尙熺)는 채제공을 찾아가 권상연의 소행을 고발했다.
이 때문에 윤지충은 강상(綱常)을 범한 죄인으로 맹렬한 비난을 받았다. 이 때 같은 천주교인이던 권상연(權尙然：윤지충의 인척)이 그를 옹호하고 나서 문제는 복잡해졌다.
진산에서의 사건이 서울에까지 알려지게 되어 공서파(攻西派：천주교를 공격하는 세력)는 신서파(信西派：천주교를 신봉 또는 묵인하는 세력)를 맹렬히 공격하고 나서서 이 일을 정치문제로 확대시켰다.
공서파는 폐제분주는 전통적 유교사회의 제례질서를 파괴하는 패륜(悖倫)이요, 무부무군(無父無君)의 불효·불충이라고 잇따라 상소를 올려 신서파를 공격하며 정조의 결단을 촉구했다. 이에 정부에서도 사태를 심각하게 느꼈고 마침내 진산군수 신사원(申史源)으로 하여금 윤지충과 권상연을 체포하여 문초했다.
윤지충은 조상제사는 허례이며 진정한 조상추효(祖上追孝)의 방법이 아님을 항변했으나, 결국 무부무군의 사교(邪敎)를 신봉하고 이를 유포시켜 강상을 그르치게 했다는 죄명으로 권상연과 같이 1791년에 전주 남문에서 사형당했다. 처형된 후 두 사람의 머리는 지나다니는 사람들이 볼 수 있도록 장대 끝에 높이 매달았다. 사람들에게 천주교를 믿으면 이렇듯이 처참하게 참형을 받게 된다는 경각심을 주기 위해서였다. 그리고 천주교인들에게도 겁을 주기 위해 처형 장소를 군인들로 하여금 밤낮으로 지키게 했다.
정조실록은 다음과 같이 기록했다.
『正祖實錄』, 正祖 15年 11月 7日(戊寅)[정조실록, 정조 15년 11월 7일(술인)] 2번째 기사: 형조가 아뢰기를,…신의 생각으로는 윤지충과 권상연 양적(兩賊)은 도신에게 분부하여, 여러 백성들이 보는 앞에서 부대시(不待時)로 참형에 처하고 5일 동안 효수함으로써 모든 백성들로 하여금 강상(綱常)이 지극히 중요하다는 사실과 사학은 절대로 경계해야 한다는 것을 알게 해야 한다고 여겨집니다.’ 했습니다.

### 신유박해
1801년(순조 1년) 신유년에 일어난 천주교도 박해사건이다.

#### 개요
천주교회는 1785년의 을사추조적발사건(乙巳秋曹摘發事件) 등으로 순교자들이 나타나긴 했다. 을사추조적발사건은 1785년(정조 9년) 형조에서 명례방(明禮坊, 지금의 명동)에서 모임을 갖던 이승훈, 이벽, 정약전, 정약종, 정약용, 권일신, 김범우 등이 천주교 교리에 강론을 갖고 있었을 때 체포한 사건으로 형조 판서 김화진이 김범우를 제외한 나머지 사람들을 풀어준 사건으로 이 사건 때문에 김범우는 밀양으로 귀양을 가서 거기서 죽었고 그는 한국 최초의 천주교 순교자가 됐다. 하지만, 1794년 말에는 중국인 신부 주문모(周文謨)를 영입하는 등 조직적인 교회활동으로 1800년에는 교인 1만 명으로 교세가 확대됐다. 이러한 천주신앙의 전파에 대하여 천주교를 공격하는 공서파(攻西派)의 세력에 의한 성토·상소·박해운동이 일어났다.
그러나 정조는 “사교(邪敎)는 자기자멸(自起自滅)할 것이며 유학의 진흥에 의해 사학을 막을 수 있다.”고 적극적 박해를 회피했다. 또한 천주교를 신봉하는 양반 남인 시파(時派)의 실권자인 재상 채제공(蔡濟恭)의 묵인도 있었다. 그러나 정조와 채제공이 죽자 정계의 주도세력이 벽파(僻派)로 바뀌면서 박해가 일어났다.
정순왕후 대왕대비 김씨가 어린 순조 대신 수렴청정을 하자, 벽파는 남인 시파의 세력을 꺾기 위해 대왕대비를 움직여 시파와 종교적 신서파(信西派)에 대해 일대 정치적 공세를 취했다.
벽파는 천주교를 무부무군(無父無君)의 멸륜지교(滅倫之敎)로 몰아붙여 탄압했다. 또한 그의 배후 정치세력을 일소하고자 1801년 대왕대비 언교(諺敎)로 박해령을 선포, 전국의 천주교도를 수색했다.
오가작통법(五家作統法)을 동원한 수색에서 많은 교인들이 체포당했고 300여 명의 순교자가 생겼다. 신유박해의 대표적 순교자는 중국인 주문모와 초대 교회의 창설자인 지도적 평신도들이었다. 주문모는 한때 피신했다가 스스로 의금부에 나타나 취조를 받은 뒤 새남터에서 군문효수(軍門梟首)됐다.
전주교회의 지도적 교인이던 유항검(柳恒儉)·관검(觀儉) 형제는 전주에서 순교했다. 그 뒤를 이어 유관검과 윤지헌도 능지처참을 당했다. 이우집과 김유산은 참형을 받고 죽었다. 그리고 유항검의 잘려진 목은 풍남문 누각에 매달렸고, 그의 목은 천주교를 물리치고 유교적 정통사상과 사회질서를 지키려는 정부의 단호한 의지를 깃발처럼 흔들렸다.
유항검의 집은 형률대로 파가저택(破家瀦宅), 즉 대역죄인의 집이라 해서 헐어 없애고 그 집터는 파서 연못을 만들었다. 누구도 다시는 그 터에서 살지 못하도록 흔적을 없앴다.
신유박해는 한국천주교회에 가해진 최초의 대대적인 박해로, 큰 타격을 받았다. 그러나 살아남은 교도들은 위험을 피하여 경기도의 야산지대나 강원도나 충청도의 산간지방, 태백산맥·소백산맥에 숨어, 천주신앙의 전국적 확산을 촉진했다.

#### 초록바위
1866년 병인박해 때 새남터에서 순교한 남종삼(南鐘三, 요한)의 큰 아들 남명희(南明熙)와 역시 새남터에서 남종삼과 함께 순교한 홍봉주(洪鳳周, 토마스)의 아들이 수장당한 장소가 초록바위다. 남종삼이 처형당한 후 아버지 남상교와 큰 아들 남명희는 공주 감영으로 이송됐는데, 할아버지와 손자를 한 감옥에 가두지 않는다는 국법에 따라 14세였던 남명희는 전주 감영으로 이송됐다.
전주 감영으로 이송된 남명희는 국법에 따라 성인(15세)이 되는 이듬해까지 처형이 미뤄졌다.
14살 어린 나이에 처형을 할 수 없어 법적으로 처형할 수 있는 15살 때까지 남명희와 홍봉주의 아들은 전라감영에서 죽을 날을 기다렸다.
고종실록에 의하면 정부에서는 ‘남종삼과 홍봉주의 자식들이 나이는 비록 차지 않았다 해도 흉악한 종자들을 자라게 내버려 둘 수는 없다’고 기록했다. 이를 불쌍히 여긴 전라 감사(監司)는 “너마저 죽으면 너의 집안은 대가 끊기게 되니 배교하고 풀려나가 새 삶을 찾아라.”고 수차례에 걸쳐 권고했으나 어린 소년은 입을 꼭 다문 채 고개만 가로 저었다.
그의 믿음이 이처럼 강한데 놀란 감사는 이 어린 소년을 꼭 살려 주고 싶어“너는 내년이면 성인이 된다. 그때까지 내 말을 듣지 않으면 국법에 따라 나는 너를 죽여야만 한다. 그러니 제발 잘 생각해다오.”하며 회유했지만 끝내 그의 뜻을 꺾지 못했다. 마침내 두 소년(남명희와 성명미상의 홍봉주 아들)은 성년(15세)이 된 이듬해 이 곳 전주천 옆의 초록바위 아래로 떠밀려 순교하니 남씨 집안은 3대(代)가 순교의 화관을 받았다.
고종실록에는 다음과 같이 기록했다.
고종실록 3권, 3년 1월 24일 (갑신)
의정부에서 제의했다.
‘대사헌 임긍수(林肯洙)가 올린 글을 보니 남종삼(南鐘三)의 아비 남상교(南尙敎)에 대해 의금부를 시켜 잡아다가 신문하여 진산을 밝혀낸 다음 사형에 처하도록 할 것을 제의했으며, 남종삼과 홍봉주의 자식들이 나이는 비록 차지 않았다고 하더라도 흉악한 종자(種子)들을 자라게 내버려 둘 수는 없다고 말했습니다.
그러므로 남상교를 하루 빨리 의금부로 하여금 처단케 하고, 두 역적의 처자들을 처단하는 문제는 대간들의 제의가 많이 제기 되고 있으므로 아직은 처리할 수 없습니다.
고종실록 3권 3년 2월 6일(병신)
제천 현감 유남규(柳南珪)가 올린 보고를 받아보니 죄인 남종삼의 처 이씨(李氏)는 창녕현(昌寧懸)으로, 9살짜리 딸은 산청현(山淸懸)에, 7살짜리 딸은 영산현(靈山懸)에 보내어 여종으로 삼고, 4살짜리 아들은 의령현(宜寧懸)에 보내어 종으로 삼도록 했습니다.
지금 해당 현의 옥에 가두어 놓고 있으므로 형조로 하여금 각기 해당 귀양지에 압송케 하였습니다.
그리고 그의 아비 남상교(南尙敎)는 공주 진영(公州 鎭營)에 엄하게 가두어 놓고 있으며, 그의 아들 남명숙(南明淑, 남명희의 오기인 듯)은 전주(全州) 진영에 엄하게 가두어 놓고 있습니다.

#### 서천교
서천교는 병인박해 때 순교한 조윤호 성인의 순교터다. 조윤호는 조화서 성인의 아들이며, 1839년에 치명한 조 안드레아의 손자로, 부친 조화서와 함께 완주 소양 성지동에 살다가 함께 잡혀와 부친이 처형된 후 열흘 뒤에 서천교에서 밧줄로 목이 졸려 순교했다.
그는 전주 감영에서 부친과 여러 차례에 걸친 신문과 형벌을 받았으나 서로 위로하고 격려하며 끝까지 신앙을 지켰다. 부친이 형장으로 갈 때에는 서로 천국에서 만날 것을 기약했다고 한다.
그러다가 부자를 같은 날, 같은 장소에서, 같은 칼로 처형할 수 없다는 국법에 따라 부친이 참수된 지 10일 뒤인 12월 23일(혹은 12월 18일, 12월 28일) 전주 서문 밖 서천교 형장에서 모진 매를 맞았지만, 죽지 않아 끝내는 밧줄로 목을 졸라 사형시켰다.
당시 그의 나이 18세였다.

### 동학농민운동

#### 동학농민군의 전주성 점령
황토현 전투와 황룡촌 전투, 장성 전투에서 양호초토사 홍계훈이 이끄는 경군과 싸워서 승리한 동학농민군은 이 기세를 몰아 1만 여명의 병력의 위세를 과시하며 1894년 4월, 전주 감영으로 진격했다. 이 때 전주성은 감영병이 홍계훈의 부대를 따라간 상태여서 사실상 무방비 상태였고 1894년 4월 27일 농민군은 서문 밖 장날이 있음을 파악한 후 그날을 활용해서 장꾼으로 변장해 시장 속에 들어갔다. 그 날 정오 무렵, 동학농민군이 동문을 뺀 서·남·북문에서 공격을 가하며 황룡촌 전투에서 노획한 대환포로 서문을 파괴했고 총포 소리가 울리자 놀란 장꾼들이 성 안으로 몰려 들어갈 때 변장한 농민군들도 함께 들어갔고 동학농민군은 전라 감사의 집무실인 선화당(宣化堂)을 접수했다. 전주성은 곧 농민군의 수중에 떨어졌다. 전주성 점령은 동학농민전쟁 전기간을 거쳐 동학농민군이 거둔 최대의 승리이자 최후의 승리였다. 전주는 호남의 정치·경제·군사의 중심지였고 나아가 조선 왕실의 발원지였기 때문에 농민군의 전주성 점령은 당시 조정에 커다란 충격을 줬다.
고종실록은 이렇게 기록했다.
"연달아 들려오는 소식에 호남(湖南)에서 비적(匪賊)들이 동에 번쩍 서에 번쩍 출몰하면서 다시 전주부(全州府) 근처에 육박했다고 합니다. 경군(京軍)을 출동시킨 지 벌써 수십 일이 지났건만 즉시 소멸하지 못하여 도적에게 느긋하고 대처하고 있으니 참으로 해괴한 일입니다.
초토사(招討使) 홍계훈(洪啓薰)은 우선 죄를 진 채 행군(行軍)하여 공을 세워 충성을 바치도록 해야 합니다. 또한 요충지를 방어할 대책도 세우지 않을 수 없으니 대호군(大護軍) 이원회(李元會)를 양호 순변사(兩湖巡邊使)로 차하(差下)해서 병정 및 대(隊)를 때에 임박하여 품지(稟旨)하여 거느리고 당일에 하직인사를 올린 다음에 전진하게 하되 이미 파견한 경군(京軍)과 심영(沁營)의 군사도 함께 지휘하여 상황에 따라 적절하게 대처하게 하도록 하는 것이 어떻겠습니까?" 
하니, 윤허했다. 【이날 전라 감영(全羅監營)이 함락되었는데 감사(監司)는 체차되어 성에서 나와 서울로 피하여 올라오고 전주 판관(全州判官)이 두 전(殿)의 영정(影幀)을 위봉 산성(威鳳山城)에 옮겨 모셨다. 적(賊)은 먼저 전신국(電信局)을 부수어 서울과의 통신을 끊고 성첩(城堞)을 나누어 지켜 관군을 막았다.】
고종실록 31권, 고종 31년 4월 27일 계유 5번째 기사 1894년 조선 개국(開國) 503년

#### 전주성 방어 전투
홍계훈이 지휘하는 경군은 황룡촌 전투 이후 지원을 받아 다시 전열을 정비하고 동학농민군을 추격해서 6월 1일 전주 용머리고개에 도착했다. 동학농민군이 전주성을 점령한 다음 날이었다.관군은 전주 남쪽 고지 일대에 진을 치고 본영을 용머리 고개 남쪽 산 중턱에 설치했다. 전주성 남쪽을 빙둘러 요소요소에 주력부대를 배치한 관군과 성을 차지한 동학농민군이 전주천을 사이에 두고 대적함으로써 전주는 일촉즉발의 전운 속에 휩싸였다.
수성과 공성의 입장이 바뀐 동학농민군과 관군의 싸움은 관군의 선제공격으로 시작됐다. 싸움의 양상은 주로 농민군이 성문을 열고 나와 싸움을 거는 식이었다. 관군은 6월 1일 결진과 함께 곧바로 농민군이 주둔하는 전주성을 향해 야포 공격을 퍼부었고 동학농민군은 성벽에 의지한 화승총 부대의 사격 엄호를 받으며 출격해서 완산의 관군 진지를 서쪽과 남쪽의 두 방향에서 공격했다. 그러나 유리한 지형에 진을 관군은 평탄한 지형에서 진격하는 농민군의 공격을 관군의 위력적인 화력과 관군이 보유한 총의 사거리 차이를 이용해 효과적으로 막아낼 수 있었으며 반대로 기세가 꺾인 동학농민군은 제대로 접근 한 번 못하고 패배해서 많은 사상자를 낸 채 성 안으로 후퇴했다.
5월 3일 농민군과 경군 사이에 최대의 격전이 벌어졌다. 농민군은 아침 10시경부터 사마교(司馬橋: 현 다가교)를 지나 유연대(油然坮: 현 기전여고 북서쪽 최고봉)를 공격했다. 농민군은 남쪽으로 달아나는 경군을 추격하여 경군 본영까지 육박했다. 그러나 농민군은 경군 본영의 대포공격을 집중적으로 받아 용장 김순명, 아기장수 이복용을 비롯하여 200～500명에 이르는 전사자를 내고 성안으로 물러났다. 이때 전봉준은 왼쪽 허벅지에 총상을 입었으며, 이 치열한 격전은 오후 6시경에야 끝이 났다. 농민군과 관군 간의 사활을 건 전투는 6월 6일에도 이뤄줬는데 농민군은 이 날 상오 10시 무렵에 서문과 북문으로 진출해서 사마교(司馬橋)와 부근 하류를 건너 유연대를 공격했다. 농민군의 위세에 눌린 관군은 남쪽으로 도주했고 이를 추격한 농민군은 일거에 다가산을 점령한 뒤 관군의 본영이 있는 완산으로 들어갔다. 그러나 관군은 끝까지 유리한 지형에 의지해서 집중사격으로 동학농민군을 패퇴시켰다. 이러한 패배를 거듭한 나머지 동학농민군의 사기는 떨어졌고 기세가 오른 관군은 연일 포격과 회유로 농민군의 분열을 조장했다. 이 전투에서 동학농민군은 1,000명의 사상자를 내는 등 전의를 상실했으나 관군 역시 전주성을 무력으로 공략할 능력은 갖추지 못 했다. 전봉준은 홍계훈에게 글을 보내 자신들의 정당성을 주장하는 한편, 폐정개혁안을 제시했다. 사실 홍계훈으로서도 전주성으로 쳐들어가서 농민군을 제압하기는 어려운 사정이었지만 현재 수세에 몰린 쪽은 동학농민군 쪽이었고 그는 강경한 자세로 나가기로 했다.

#### 전주 화약
이 와중에 고종과 명성황후는 전주성이 함락당했다는 소식을 듣고 민영준을 시켜 위안스카이에게 교섭시킨 뒤 정식으로 청나라의 파병을 요청했다. 일본 제국은 일찌감치 조선이 청에게 군대 파병을 요청하리라 예상하고 갑신정변 이후부터 미리 최신식 전함을 구입하고 무기 현대화에 박차를 가하는 동시에, 병력을 늘리고 훈련을 강화해서 정예화시켰다. 리훙장이 위안스카이의 파병 건의를 받아들여 조선에 청군을 파병했고 톈진 조약에 따라 일본에 출병 사실을 통고했고 일본도 톈진조약을 명분으로 이틀 후에 제물포에 상륙했다. 청군과 일본군의 상륙 소식이 홍계훈에게 전해지자 홍계훈은 강경한 자세를 고집할 수 없었다. 결국 1894년 6월 11일 동학농민군의 폐정개혁안을 정부가 수용하고 농민군이 전주성에서 나오고 무기를 반납하는 조건으로 양군은 전투 중단을 합의했고 동학농민군은 해산했다.
고종실록에는 이렇게 기록했다.
내무부에서 호남의 비적들이 거의 해산했으므로 심영의 병방 외에는 전부 철수할 것을 청하다.
내무부(內務府)에서 아뢰기를,
"일전에 호남(湖南)의 비적(匪賊)을 소탕했다는 보고와 관련하여 순변사(巡邊使)를 철수하게 하였는데 지금 또 초토사(招討使) 홍계훈(洪啓薰)의 전보(電報)를 보니, ‘흩어져 갔던 잔당들이 가지고 있던 총포를 버리거나 바치고는 거의 다 농사지으러 돌아갔습니다. 지금의 사세(事勢)로는 무마하여 안정시키는 것이 상책인데 멀고 가까운 곳의 사정은 탐지해도 걱정할 것이 없으니 경군(京軍)과 강화도 군사는 즉시 철수시키고 평안도의 병력만 당분간 남겨두어 민심을 진정시키겠습니다. 처분을 기다립니다.’라고 했습니다.
비적(匪賊)들은 이미 제거되었고 잔당들은 다 흩어져 농사지으러 갔으니 당장 급한 일은 즉시 군사를 철수시켜 백성들이 하루라도 잡다한 비용을 부담하지 않도록 하고 빨리 민심을 무마하여 안착시키는 데 있습니다. 그러나 소란을 겪은 뒤의 민심을 당분간 군사를 주둔시켜 진정시키지 않을 수 없으니 심영(沁營)의 병방(兵房)은 당분간 전주부(全州府)에 머물러 있게 하고 초토사는 당일로 철수하게 하는 것이 어떻겠습니까?"
하니, 윤허했다.
고종실록 31권, 고종 31년 5월 16일 임진 1번째 기사

#### 집강소의 설치와 운영
집강소는 1894년(고종 31) 동학농민운동 때 농민군이 전라도 각 고을(邑·州)의 관아에 설치한 민정기관으로 원래 동학의 교단조직에서 유래했는데, 각 고을마다 설치한 접(接)의 수령(守令)인 접주를 집강(執綱)이라고 한 데서 유래됐다.
한편, 6월 21일에 있었던 일본군의 경복궁 점령으로 서울을 지키기 위해 순변사(巡邊使)와 초토사(招討使)가 상경하면서 전라도 지역의 군사, 행정은 공백 상태가 됐다. 이에 전라 감사 김학진은 전봉준과 7월 6일 전주에서 타협해서, 동학 농민군에게 전라도 지역에서의 행정권 상당 부분을 위임했다. 이에 따라 치안 기구이자 폐정 개혁을 주도하는 행정 자치 기구인 집강소를 설치했다. 일본의 경복궁 점령과 청일 전쟁이란 위기에 따른 도내 치안 유지와 안정의 필요성이 크게 작용한 결과였다.
전주 화약으로 동학 농민군과 정부는 전라도 지역의 개혁 사무를 관장할 자치 기구로 집강소를 설치하고, 농민군이 제시한 폐정 개혁안을 실시하는 대신에 동학 농민군의 해산에 합의했다. 전주 화약이 체결된 직후 동학 농민군은 전주성에서 철수하고 집강소를 설치해서 폐정 개혁을 추진하기 시작했다. 전주화약으로 동학농민군은 흩어졌지만 곧바로 전라도 일대에 집강소를 설치해서 폐정개혁에 착수했다. 이처럼 집강소의 설치는 전주화약 전라관찰사 김학진이 동학농민군에게 보낸 효유문에
너희들이 거주하는 면·리에 각각 집강을 설치했고 너희들의 억울함의 말할만한 것이 있으면 해당 집강을 경유해서 감영(監營)에 소(訴)해서 공결을 기다릴 것 황현 - 오하기문
이라는 구절이 이를 증명한다.
전라관찰사 김학진이 군집강소의 설치 승인은 6월부터 자료에 나오는 건 집강소 설치가 오랜 기간에 걸쳐 단계적으로 확립됐기 때문이다.
한편 전주화약으로 홍계훈의 경군이 돌아간 직후로 5월의 상황에 대해 겸산유고(謙山遺稿) 금성정의록(錦城正義錄) 갑편에서 다음과 같이 기록했다.
백성들이 살 수 없게 되고, 전라도 50주(州)가 사비(邪匪)의 소굴이 됐다. 
이병수 – 금성정의록 갑편
집강소는 일부 지역을 제외하고 전라도 52개 고을에 설치됐다. 집강소를 설치하면서 동학교도가 각 고을의 집강이 되어 지방의 치안과 행정을 담당했다. 집강소에는 집행 기관으로 서기(書記)⋅성찰(省察)⋅집사(執事)⋅동몽(童夢) 등의 직책이 있었는데, 이들은 집강의 지휘를 받으면서 조세 징수 등 행정 관련 사무를 처리했다. 의결 기관으로는 읍마다 의사원(議事員) 약간을 두고 이를 통해 정책과 의사 결정을 했다. 한편 집강소에는 동학 농민군의 무력으로 호위군을 두어 만일의 사태에 대비했다. 이때 수령은 형식상의 지위였고, 서리는 동학에 가입해야만 위치를 지킬 수 있었다.
이들은 집강소를 통해 12개조의 「폐정개혁안」을 실천에 옮겨 탐관오리와 탐학한 부호들을 색출해 징계하고, 양인과 천민의 신분 해방을 위해 활동했다. 또한 삼정을 개혁하고 고리채를 무효화했으며, 지주의 소작료를 압수하는 등 지주제도 개혁을 지향했다. 한편, 방곡령을 실시하고 일본으로의 미곡 유출을 엄격히 금지하는 등 반외세적인 활동도 두드러졌다.
집강소가 전라도 각 고을에 설치될 때, 고을에 따라서는 수령이 반발해 설치를 허용하지 않은 경우도 있었는데, 나주·남원·운봉의 경우가 특히 그러했다. 대도소에서는 이와 같은 고을에 대해 처음에는 격문을 보내 설득하다, 뒤에는 최경선(崔景善)·김개남·김봉득(金鳳得) 등에게 동학농민군을 이끌고 각기 나주·남원·운봉으로 가서 수령을 무력으로 위협, 계획을 강행하도록 했다.
이에 나주목사는 읍내의 민정(民丁)까지 모집, 동원하여 최경선이 이끄는 3,000명의 동학농민군에 대항하며 끝까지 성을 지키려고 했다. 이렇게 되자 전봉준은 최경선으로 하여금 부대를 철수시키게 한 뒤 몇 명의 부하만을 거느리고 나주목사를 찾아가 담판했다. 위기에 처해 있는 국내외 정세, 전주화약의 내용, 집강소 설치의 연유 등을 설명, 설득시키는 데 성공하자 나주에도 집강소를 설치했다.
남원에서는 김개남이 이끄는 3,000명의 동학농민군이 남원성을 공격, 함락시키고 부사 김용헌(金龍憲)을 잡아 목을 매달았다. 운봉도·김봉득의 계략으로 쉽게 함락시킴으로써 각각 집강소를 설치했다. 집강소에서는 치안과 행정을 담당했고, 동학농민군은 이곳을 통해 폐정개혁을 추진했다.
이처럼 집강소가 동학 농민군의 행정 자치 기구로 확립됨에 따라 동학 농민군은 지역적 차원이지만 사회⋅경제적 생활 질서를 변화시켰는데, 이는 동학 농민군의 비약적 성장이자 조선 사회의 역사적 전진이라고 할 수 있다. 또한 한국사상 최초로 농민이 직접 사회·경제적 생활 질서를 변화시키는 데에 참여했다는 점에서도 의의가 있다.
하지만 집강소의 한계가 아주 없진 않았다. 우선 동학농민군이 점령한 전라도 지역에서만 설치해서 폐정개혁을 실시할 수밖에 없었고 동학농민군이 약한 지역에서는 관이 우위를 보였으며 양반들이 자신들의 기득권 약화에 대비하려고 동학농민군에게 대항하기 위해 조직한 민보군이 강해서 집강소가 아예 꾸려지지 못한 곳도 있었다. 심지어 집강소와 동학농민군을 증오한 나머지, 양반들이 동학농민군과 집강소를 습격하는 사태도 발생했다.
전주시의 문화재 목록은 가나다순으로 정렬되었다.

## 가.
관성묘
극락암 목조 여래좌상
경기전
경기전 하마비

## 나.
남고사지
남고산성

## 다.
동고사
동고산성

## 마.
문학대

## 바.
반곡서원

## 사.
서서학동 석불입상
숲정이
승암사 소장 불서
삼천동 곰솔나무

## 아.
여래불적도
예종대왕 태실 및 비
오목대·이목대
이형부인 동래정씨 의복
익산 왕궁리 오층석탑 내 발견유물
인후동 석불입상

## 자.
전동성당
전동성당 사제관
전라감영지
전주부 지도
전주이씨 칠산군파 종중문서
전주이씨 고림군파 종중문서
전주향교
전주향교 대성전
전주향교소장 완영책판
조경단
조경묘
지행당

## 차.
천고사 석불좌상
천양정
천주교 순교자 묘
추천대
충신이흥발지려

## 타.
태조어진

## 파.
풍남문
풍패지관

## 하.
학소암
학인당
한벽당
화산서원비
황강서원
회안대군묘

## 참고 자료
- 이상균, 『전북지역의 고고학』, 전주대학교 출판부
- 이동희, 『전라감영 연구』, 전주역사박물관·전주문화연구소
- 전주역사박물관 (2015년 10월), 『꽃심을 지닌땅 전주』, 북코리아
- 윤용출, 『1734년 전주부성의 축조와 조현명』
- 이수미, (2006). 경기전 태조 어진(御眞)의 조형적 특징과 봉안의 의미. 미술사학보, 26, 5-32
- 이욱, (2006). 조선시대 왕실의 시조(始祖)와 조경묘(肇慶廟) 건립. 조선시대사학보, 38, 163-200
- 조선미, 韓國의 肖像畵 , 열화당, 1983,110-115쪽)
- 중종실록 권55, 20년(1525) 8월 24일(辛亥) 및 명종실록 권8, 3년(1548년), 10월 10일(辛亥)
- 전북전통문화연구소, 『전주의 역사와 문화』,신아출판사
- 鄭汝立의 생애와 사상* — 반주자학적 성향을 중심으로 — 최영성(崔英成)(국립한국전통문화학교 교수)
- 한국민족문화대백과사전(정여립,기축옥사)
- 석사학위논문 정조·순조 대 초반의 천주교 박해 사건 – 숙명여자대학교 교육대학원 역사교육전공 전병이
- 가톨릭 사전(을사추조적발사건)
- 전라도 천주교 전래와 이순이 루갈다의 순교(석사학위논문) - 역사교육 전공 이희옥(전주대학교 교육대학원)
- 한국민족문화대백과사전(을사추조적발사건)
- 한국민족문화대백과사전(신해박해,신유박해,윤지충)
- 한국천주교주교회의 시복시성주교특별위원회
- 굿뉴스 성지(http://maria.catholic.or.kr/sa_ho/list/view.asp?menugubun=holyplace&ctxtOrgCode=71&Orggubun=71&ctxtOrgNum=2364)
- 전수역사 속 이야기, 말하기 – 21. 초록바위, 그 한과 서러움(131p~132p)
- 치명자산 성지(http://www.joanlugalda.com,http%5B깨진+링크(과거+내용+찾기)%5D://www.joanlugalda.com/e_book/JBook.htm 보관됨 2017-12-12 - 웨이백 머신)
- 조선왕조실록 고종실록
- 박시백의 조선왕조실록 20권:망국
- 문화콘텐츠닷컴:전주성 전투
- 문화체육관광부 승인 동학농민혁명기념재단
- 우리역사넷
- 한국민족문화대백과-집강소,폐정개혁안
- 1894년 집강소의 설치와 운영 – 최효식
- 황현 – 오하기문
- 이병수 – 금성정의록 갑편